# Friedhof

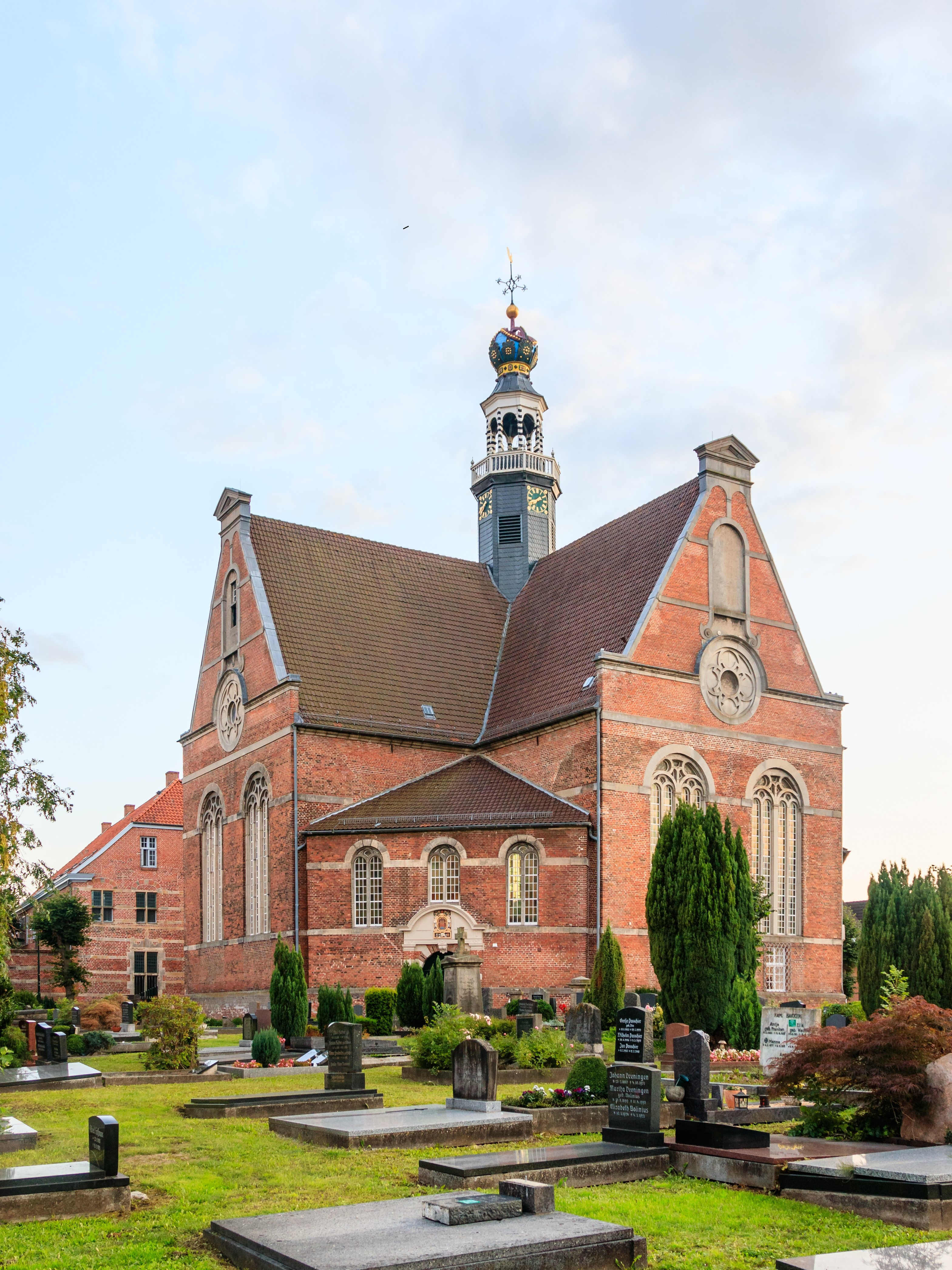
Kirche mit Friedhof

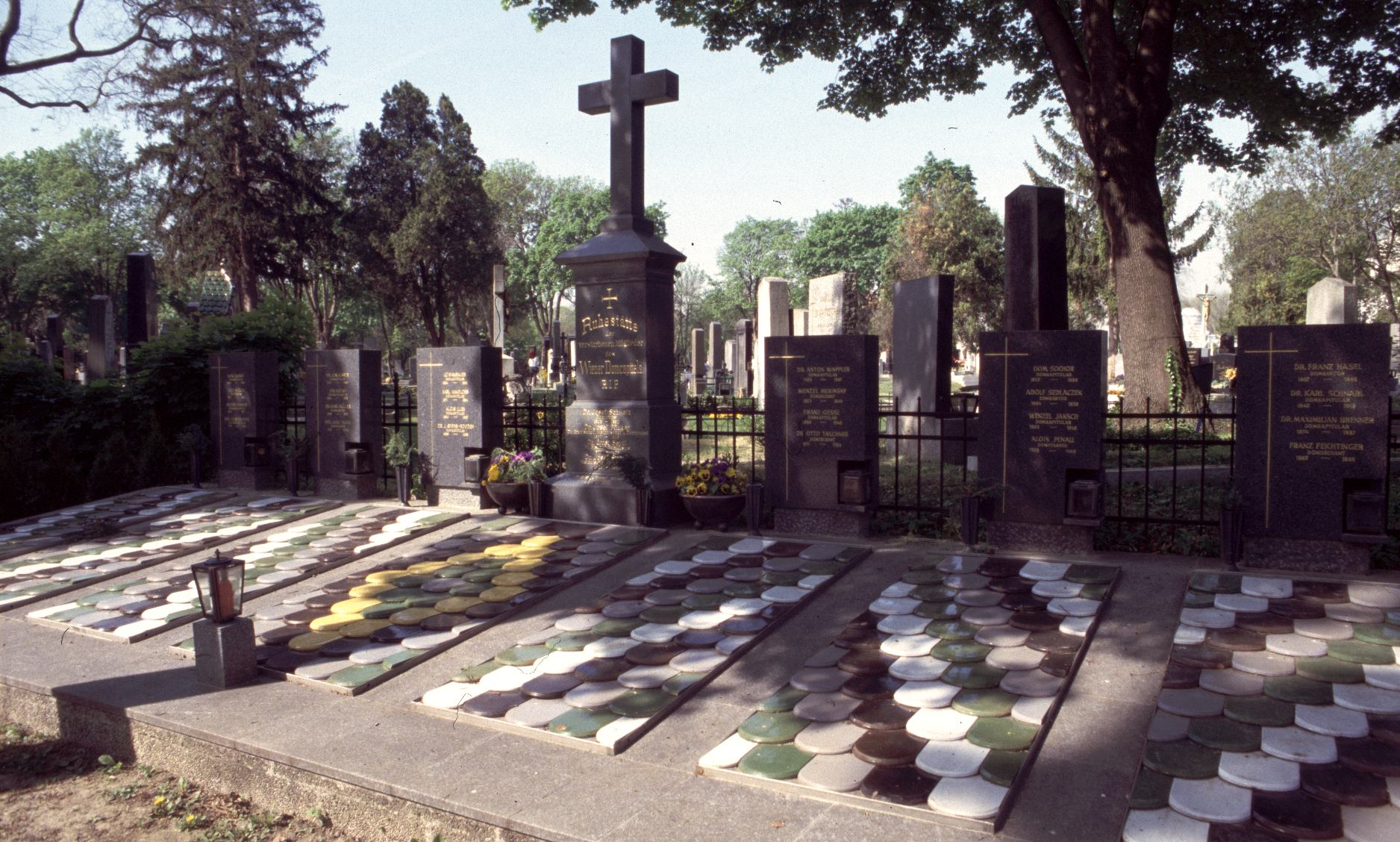
Für das Domkapitel reservierter Bereich auf dem Wiener Zentralfriedhof

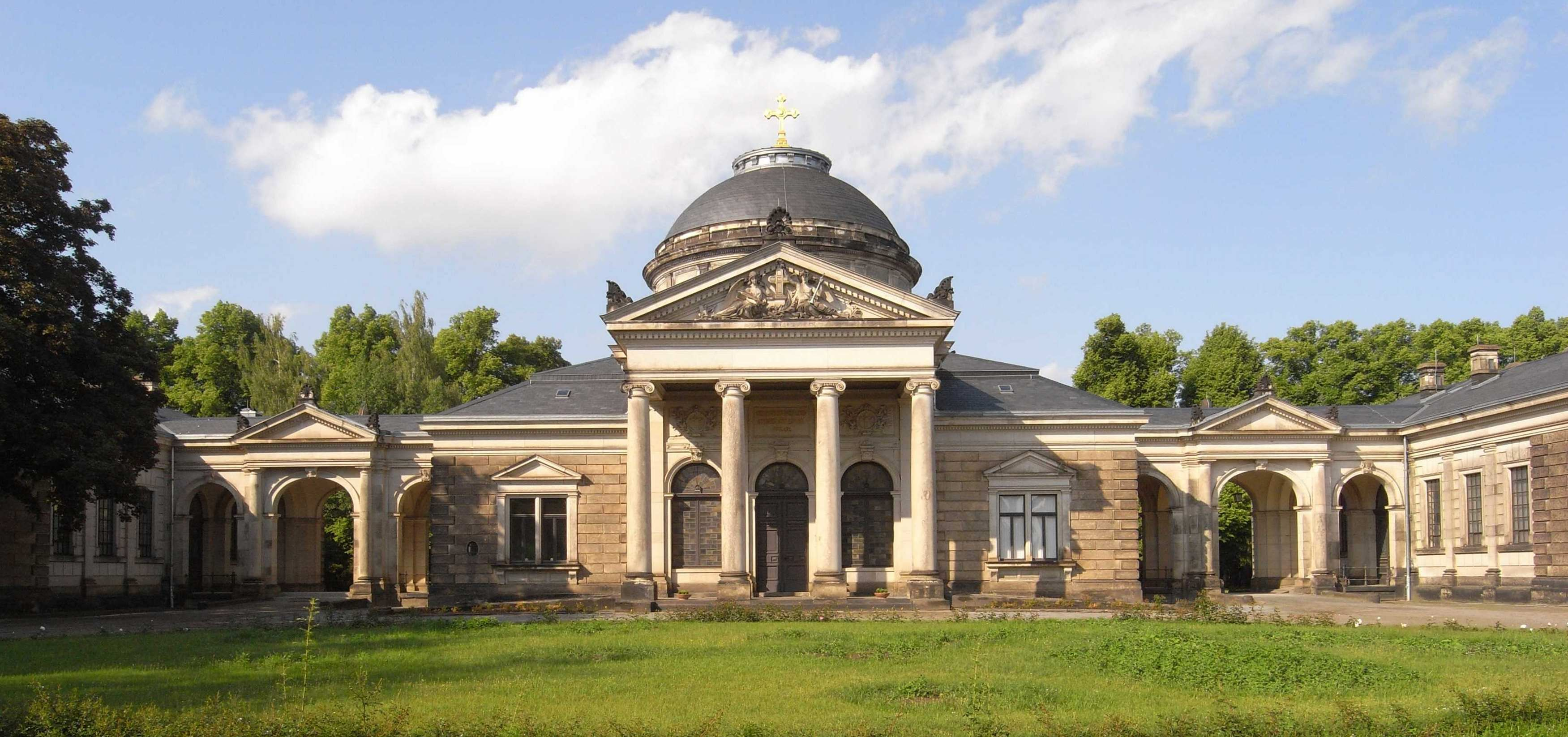
Trauerhalle des Dresdner Johannisfriedhofs (Paul Wallot, 1894)

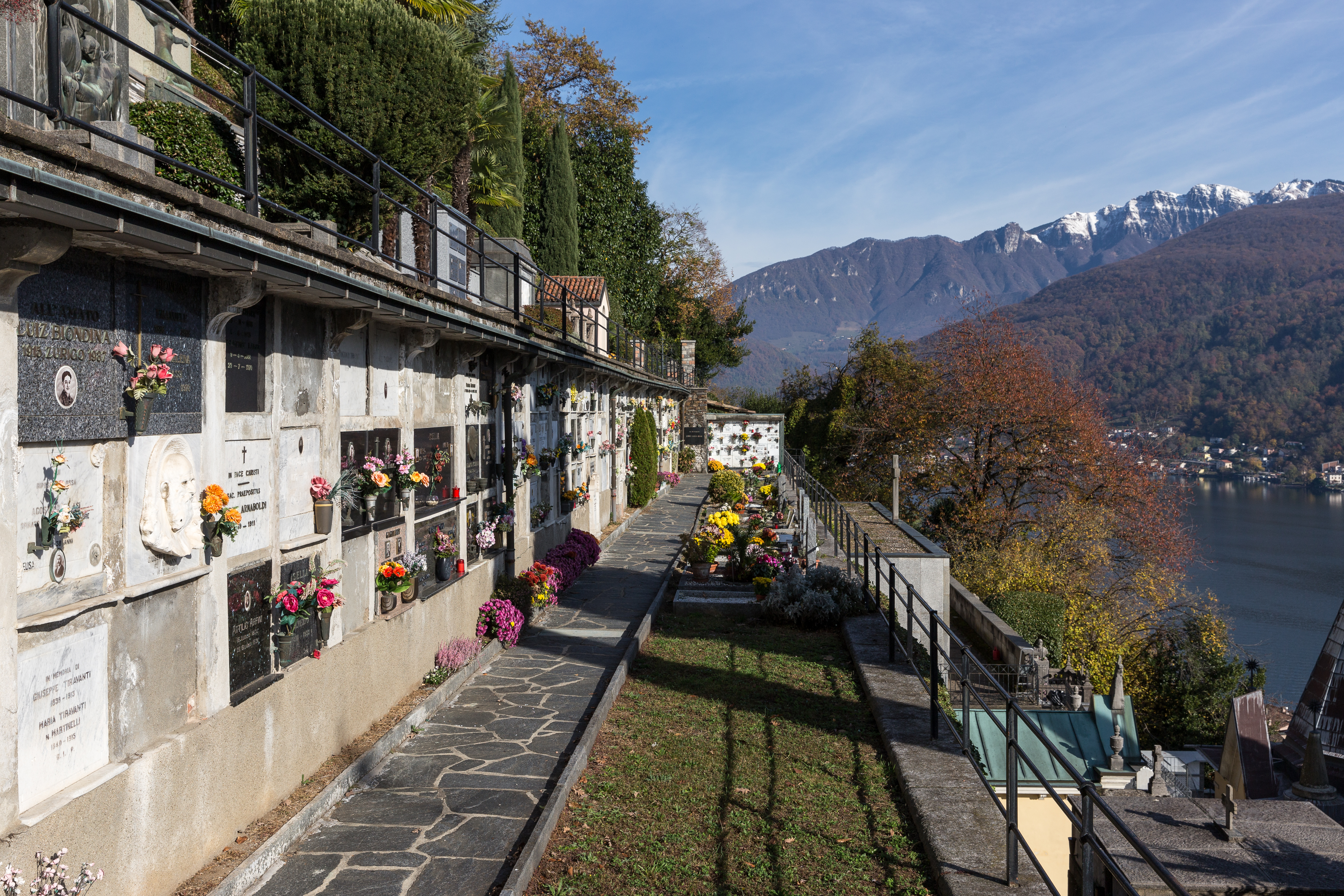
Gräber in Morcote, Kanton Tessin

Ein Friedhof (auch Bestattungsplatz oder Begräbnisplatz, veraltet Gottesacker, Totenhof oder Leichenhof) ist ein Ort, an dem Verstorbene, in den meisten Fällen begleitet von einem religiösen oder weltlichen Ritus, bestattet werden. Anlagen aus vorchristlicher Zeit werden in der Archäologie meist als Gräberfelder oder Nekropolen bezeichnet, der Begriff Friedhof findet dennoch auch für antike Anlagen Verwendung.
Friedhof leitet sich ursprünglich vom althochdeutschen „frithof“ ab, der Bezeichnung für den eingefriedeten Bereich um eine Kirche. Der Bedeutungswandel zu einem „Hof des Friedens“ vollzog sich mit dem Verblassen der etymologischen Wurzel.

## Funktionen des Friedhofs
Friedhöfe erfüllen wichtige und in vielen Kulturen bestehende individuelle und kollektive Funktionen. Vor allem sind sie dazu bestimmt, den Angehörigen Verstorbener ein möglichst ungestörtes Totengedenken in einem Raum zu ermöglichen, der deutlich von dem der Lebenden abgetrennt ist. Zudem spielen sie eine wichtige Rolle in der religiösen Praxis und erfüllen öffentliche Interessen.

### Kultische Funktionen

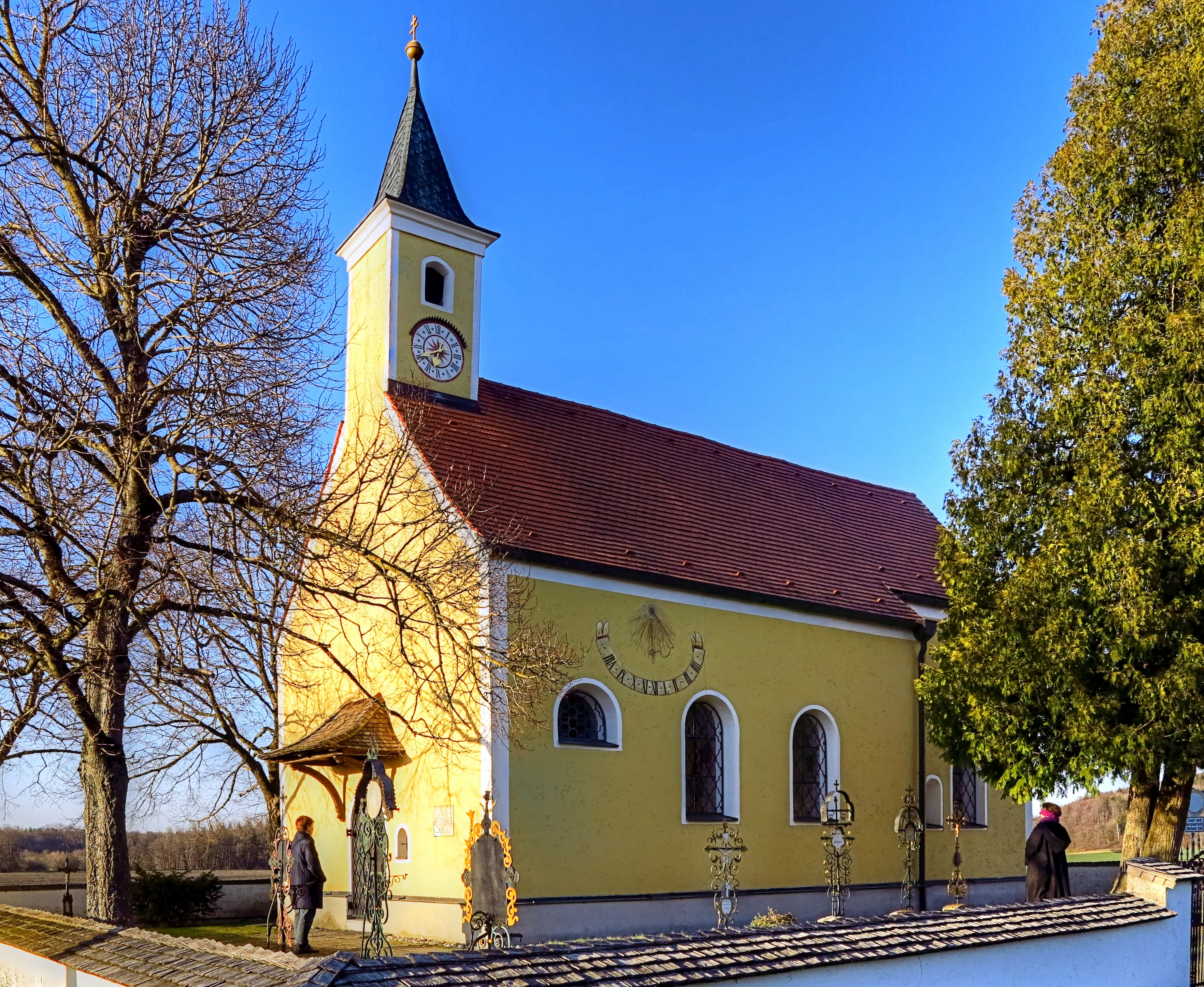
St. Vitus im Zellhof ursprünglich mit Begräbnisrecht, jetzt mit aufgelassenem Friedhof

Der Friedhof oder das Gräberfeld mit seinen Grabplätzen als letzte Ruhestätte der Verstorbenen oder als Traditionsplatz für Familien ist in vielen Kulturen ein Ort des Gedenkens, der Einkehr und der Trauer. Die Angehörigen des Toten übernehmen das Andenken an den Verstorbenen. Je nach Kulturkreis werden die Grabstellen ausgestattet, instand gehalten oder verfallen gelassen.
Für das Begräbnis und Gedenkrituale für die Toten sind Friedhöfe mit einer zweckgerichteten Infrastruktur ausgestattet. Je nach Kultur und Religion sind auf Friedhöfen neben den eigentlichen Grabplätzen Kapellen, Shintō-Schreine oder Heiligtümer und Totenhallen zur Aufbahrung der Toten vorhanden. Krematorien und Beinhäuser finden sich häufig direkt auf oder nahe dem Friedhofsgelände.
In vielen Religionen ist der Friedhof ein heiliger Ort. Im Christentum wird er traditionell vom zuständigen Geistlichen geweiht. Diese kultische Bedeutung des Friedhofs hat eine Vielzahl an Tabus, moralischen Pflichten und Gesetzen hervorgebracht. Die Verletzung der Regeln oder die Entweihung ist von der jeweiligen Gemeinschaft unter Strafe gestellt. Praktisch in allen Kulturen ist die Störung der Totenruhe, die Leichenschändung, die Grabschändung und der Grabraub strafbar. Derartige Handlungen werden nach deutschem Recht als Straftaten strafrechtlich verfolgt. Äußere Zeichen zum Schutz der Totenruhe sind Zutrittsbeschränkungen, Umfassungsmauern, verschließbare Zugänge.

### Gesellschaftliche Funktionen

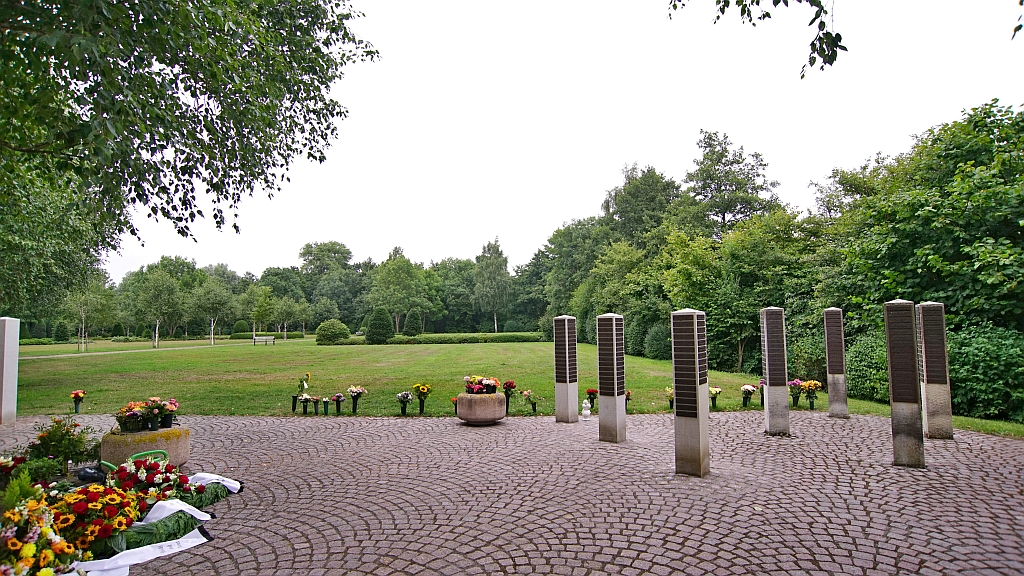
Namensstelen an einem Gemeinschaftsgrab mit anonymen Gräbern, Friedhof Stuhr-Moordeich

Neben der kultisch-rituellen Funktion übernehmen Friedhöfe weitere Aufgaben: So dienen sie in vielen Gesellschaften der öffentlichen Hygiene, da die Beerdigung in öffentlich geregeltem Rahmen und an hierzu vorgesehenen Orten der Ausbreitung von Seuchen und der Belastung des Grundwassers vorbeugt. Aus diesem Grund hat sich in Deutschland der Friedhofszwang entwickelt. Durch die Vorschrift, Menschen nur auf Friedhöfen beizusetzen, wurden anfänglich hygienische Standards erfüllt. Eine Ausnahme hiervon bildete lange Zeit die Seebestattung von Urnen und Sonderregelungen in einigen Bundesländern. So finden sich zunehmend Alternativen zu Bestattungen auf gesondert eingerichteten Gebieten.
Aufgrund ihrer kulturell herausragenden Rolle stehen nicht wenige Friedhöfe unter Denkmalschutz und sind touristische Attraktionen. Dies liegt in ihrem kulturgeschichtlichen, architektonischen oder landschaftsarchitektonischen, oft künstlerischen Wert begründet, der sich in der Anlage oder einzelnen Grabstellen entfaltet hat. Zudem spielt das Gedenken an ausgewählte Verstorbene gesellschaftlich eine große Rolle: Manche Gräber und einige Friedhöfe haben sich zu regelrechten „Wallfahrtsorten“ entwickelt.
In jüngster Zeit sind Familien nicht mehr so ortsgebunden und die Nachfrage nach pflegefreien Gräbern nimmt zu. Gleichzeitig entsteht Nachfrage nach neuen nicht-kirchlichen Varianten der Bestattung, die den Lebensstil oder die Weltanschauung des Verstorbenen widerspiegeln. Dies sind speziellere Beisetzungen wie die am Weinstock, in Wäldern, in Themengräbern oder wie seit 2015 eröffnete Friedhöfe für die gemeinsame (Urnen-)Beisetzung von Mensch und Tier in einem Grab.
Für die Sarg- oder Urnenbestattung in Gemeinschaftsgräbern hat sich in jüngster Zeit der Begriff anonyme Bestattung durchgesetzt. Oft können der Name und die Lebensdaten des Verstorbenen gegen eine Gebühr auf einer kollektiven Namenstafel oder auf Grabstelen verewigt werden, so dass im strengen Sinn nicht von einer „namenlosen Beisetzung“ gesprochen werden kann. Nur das Einzelgrab bleibt unbenannt. Durch die sozioökonomische Entwicklung (zunehmende Verarmung, geringere familiäre Bindung, höhere Mobilität) und wachsende Säkularisierung der Bevölkerung ist diese Form der Beisetzung in manchen Gemeinden zur vorherrschenden Bestattungsform geworden.

### Künstlerische Funktionen

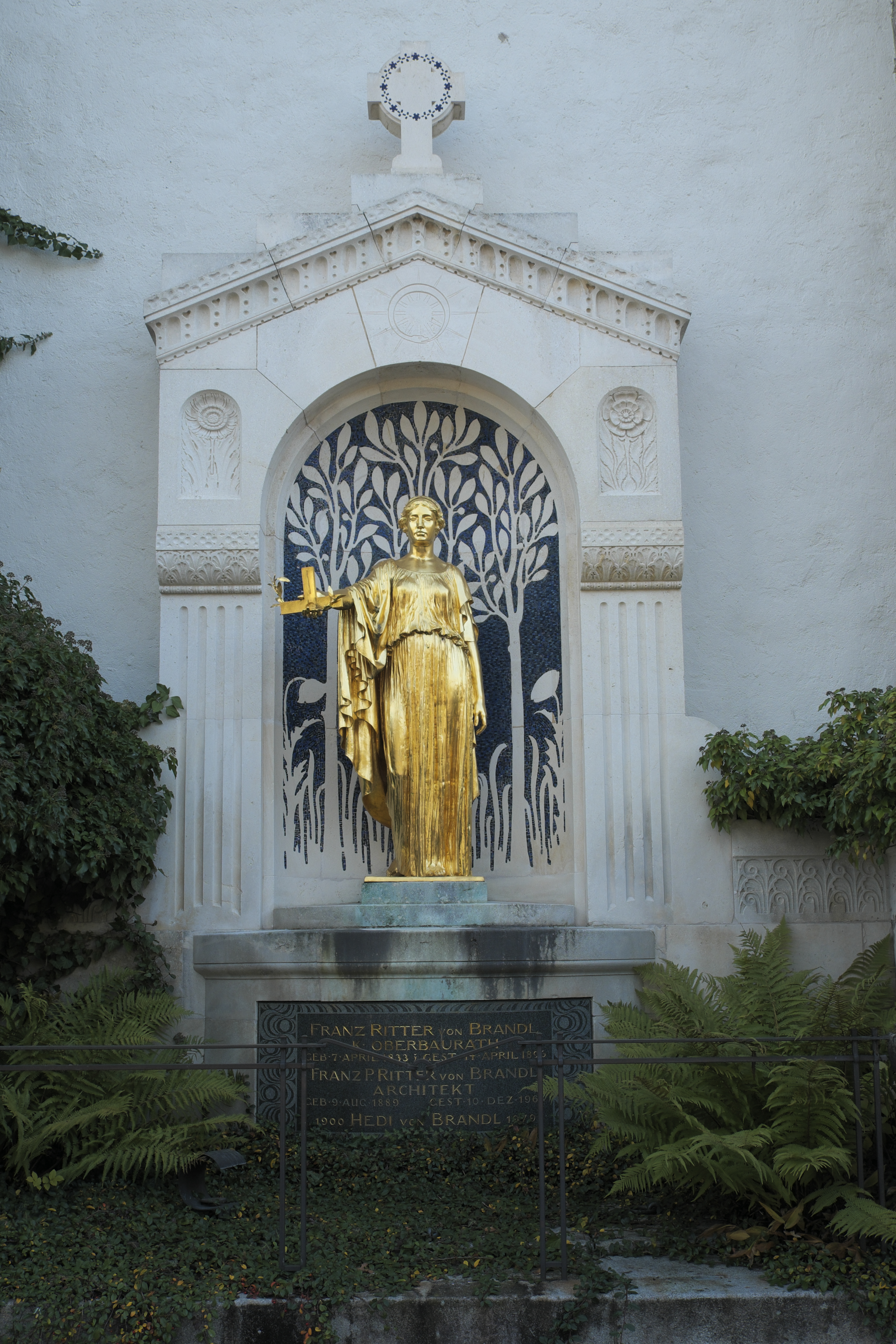
Aufwendig gestaltetes Grab des Franz von Brandl in Bad Reichenhall

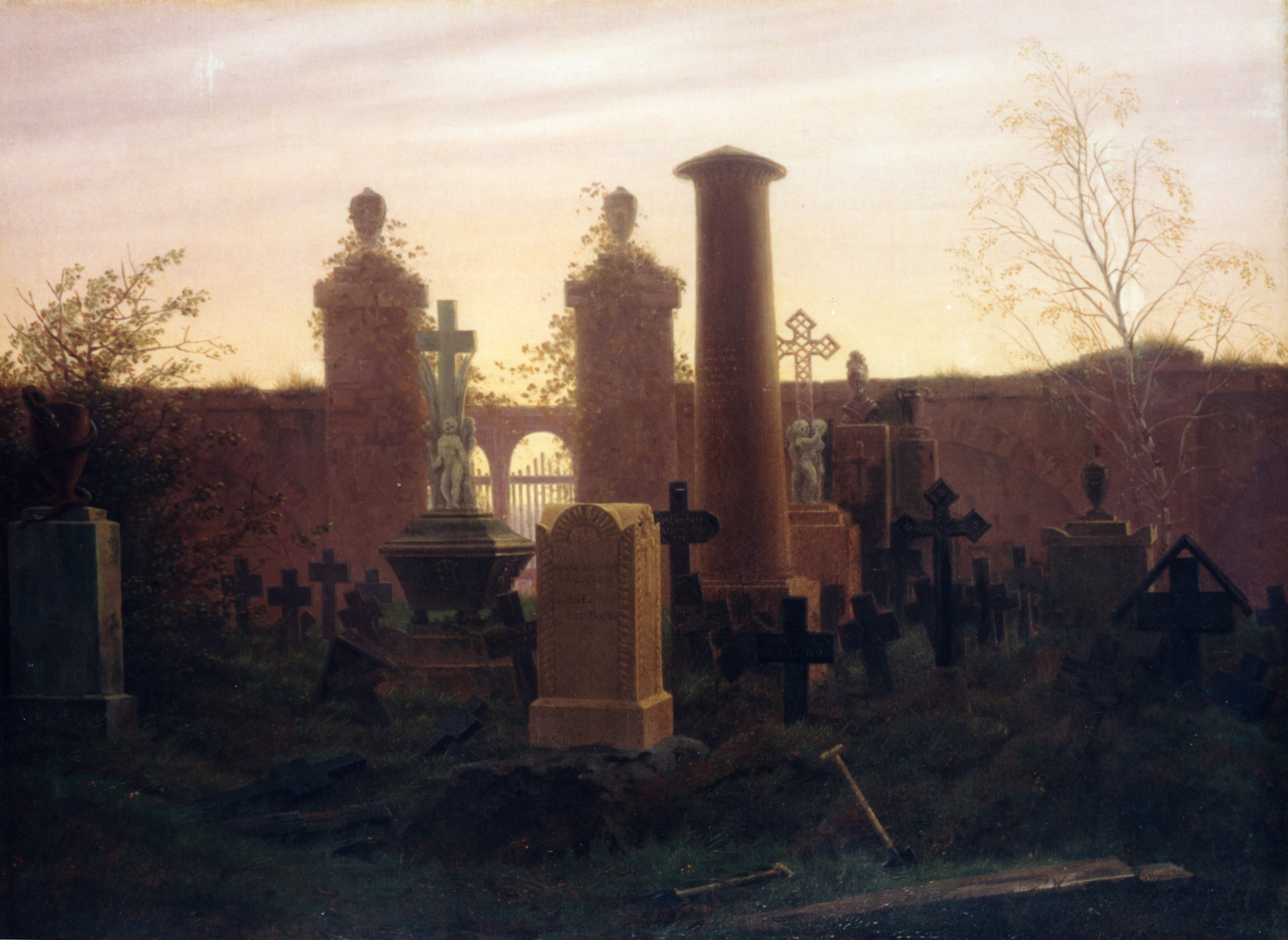
Caspar David Friedrich: Kügelgens Grab, 1822

Friedhöfe können durch Bauwerke auf ihnen (beispielsweise Mausoleen) oder durch die künstlerische Gestaltung von Gräbern oder der Anlage als Ganzer ästhetisch ansprechend sein. Im Jahr 2010 wurden sehenswerte, gehobenen künstlerischen Ansprüchen genügende Friedhöfe in Europa durch die Europäische Route der Friedhofskultur miteinander verbunden.
Friedhöfe wurden auch immer wieder als Schauplätze literarischer und bildender Kunstwerke verwendet. Sie sind in Volkssagen und Geistergeschichten verschiedener Kulturen wichtige Schauplätze. Große Beliebtheit erfuhren Friedhöfe als literarische Bezugswelt mit dem Aufkommen des Gothic Novel und der Horrorliteratur im England des späten 18. Jahrhunderts. Johann Wolfgang von Goethes Ballade Der Totentanz spielt sich auf einem Friedhof ab. In der deutschen Romantik waren Friedhöfe im Zusammenhang mit dem Motiv der Todessehnsucht von Bedeutung. Dieser idyllische Blick steht im Widerspruch zu der verbreiteten Wahrnehmung des Friedhofs als schauerlicher Ort. Gemälde und Zeichnungen von Caspar David Friedrich und Carl Gustav Carus zeigen Friedhöfe – wie Kirchen, Klosterruinen und Hünengräber – meist in melancholischer Einsamkeit. In Wilhelm Müllers Zyklus Winterreise setzt sich das lyrische Ich im Gedicht Das Wirtshaus auf einem Friedhof mit der Todessehnsucht auseinander.
In der Horrorliteratur und dementsprechend im Horrorfilm gehören Friedhöfe zu beliebten Schauplätzen. Die Gothic-Subkultur bezieht sich in ihren künstlerischen Erzeugnissen häufig auf Friedhöfe. Einige Anhänger der Gothic-Kultur nutzen Friedhöfe für Veranstaltungen oder als alltäglichen, enttabuisierten Aufenthaltsort.

### Ökologische Funktionen
Städtische Friedhöfe bilden, sofern sie begrünt sind, einen Ausgleich zum verdichteten Umfeld und übernehmen neben Parkanlagen und Alleen wichtige klimatische und ökologische Funktionen. In einigen Fällen sind sie Sekundärbiotope, die seltenen Arten ein wichtiges Rückzugsgebiet bieten. Manche Friedhöfe übernehmen Teilfunktionen von Naherholungsgebieten.

## Planung, Gestaltung, Infrastruktur und Abteilungen

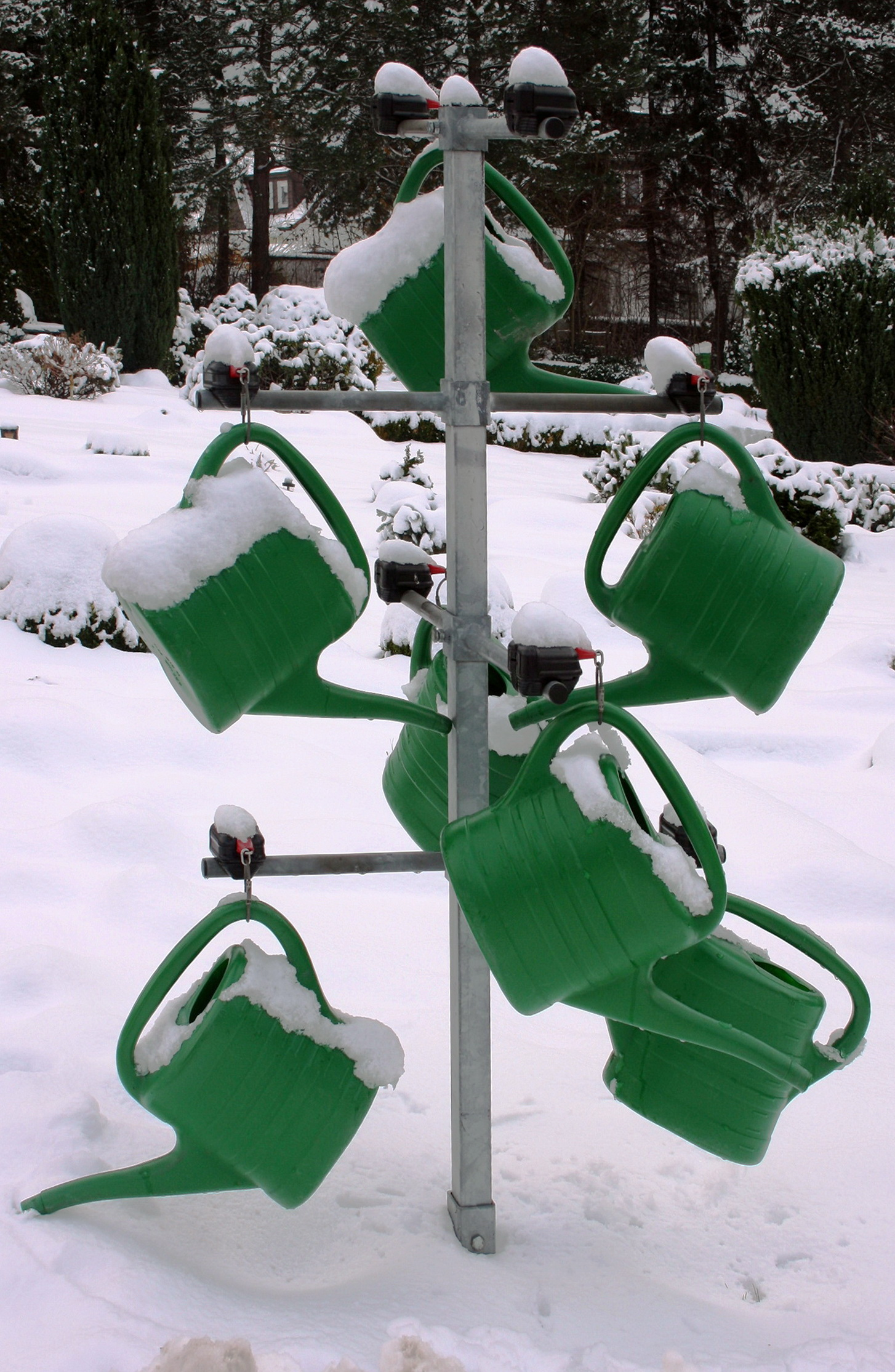
Gießkannenbaum

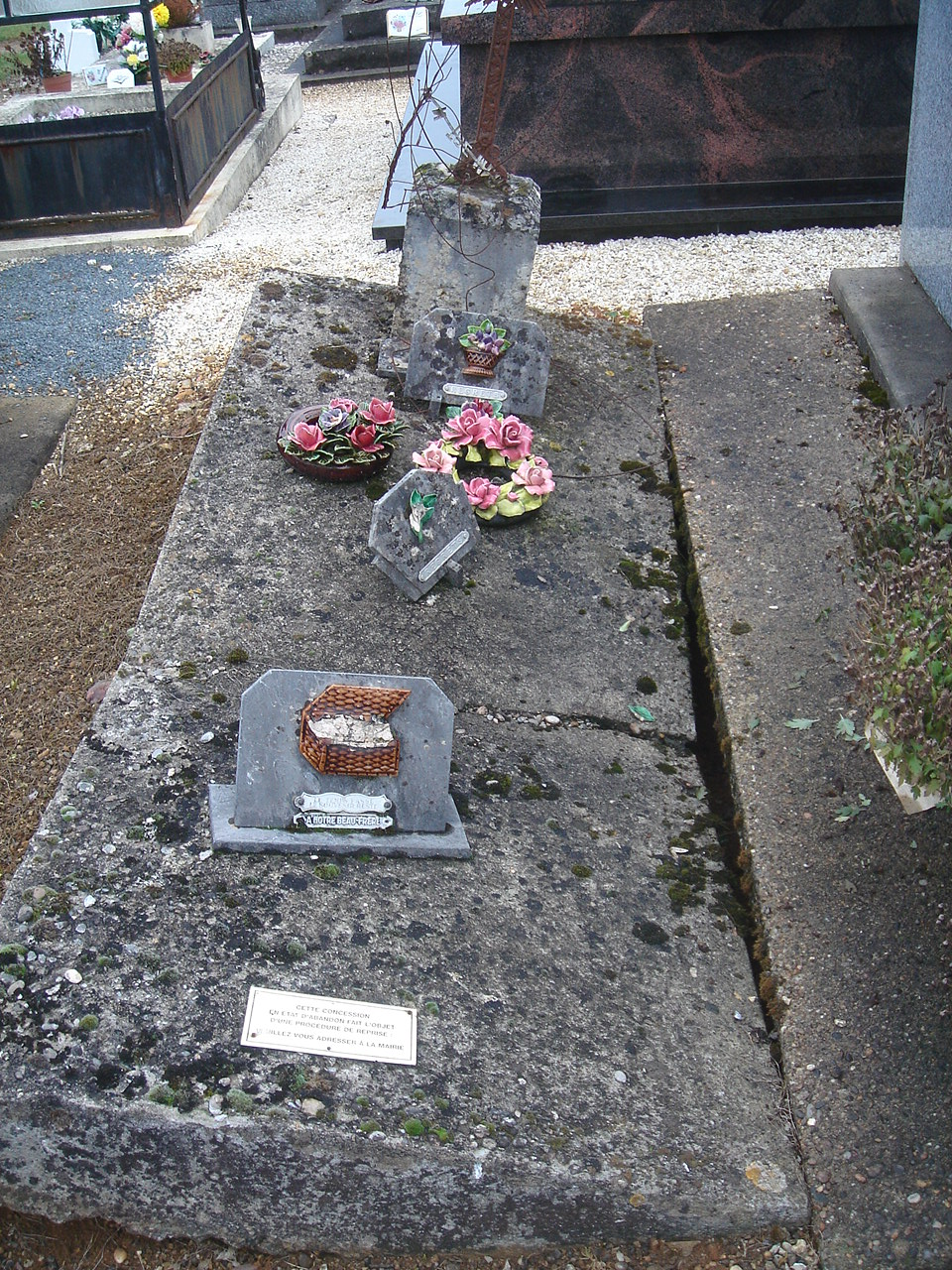
Verfallende Gräber, hier auf einem Dorffriedhof in Frankreich

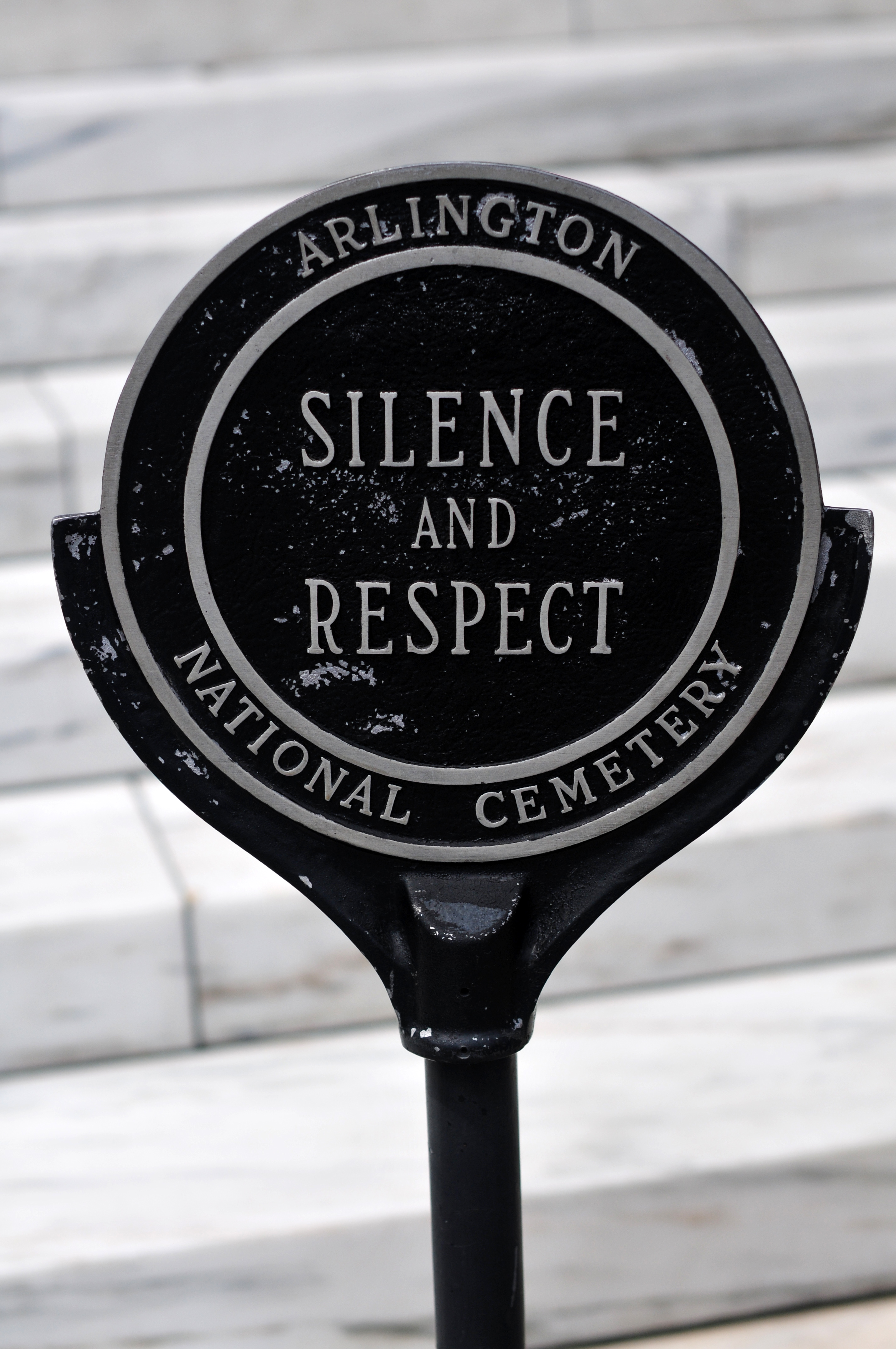
Auf dem US-amerikanischen Nationalfriedhof Arlington wird mit Schildern um „Ruhe und Respekt“ gebeten.

Friedhöfe, besonders in dörflichen Gemeinden, sind mitunter seit Langem genutzte Kirchhöfe. In Städten oder Siedlungen mit größerem Einzugsgebiet sind es unter anderen Begräbnisgewohnheiten angelegte und geplante Areale. Manche neueren Flächen sind von vorneherein als Parkfriedhof gestaltet. Städtische Friedhöfe werden vor ihrer Inbetriebnahme mit der zugehörigen Infrastruktur geplant. Bei der Flächenplanung des Friedhofs wurde zur Zeit seiner Entstehung im Normalfall eine langfristige Bedarfsplanung zugrunde gelegt, die die Größe des Areals bestimmt. Viele Friedhöfe wurden schon vor über 100 Jahren geplant und eingerichtet. Die Erschließung und Gestaltung des Geländes erfolgte unter Rahmenbedingungen, als die Ästhetik und die Landschaftsarchitektur anderen Vorstellungen folgte. Die Einrichtung beinhaltet die Erschließung über Wege, die Parzellierung und die Geländeaufteilung nach verschiedenen Kriterien, die Bepflanzung sowie den Bau und die Einrichtung infrastruktureller Bestandteile. Neben dem Bau einer Leichenhalle, einer Feierhalle, von Verwaltungsgebäuden, eventuell einer Blumenhalle gehört die Zuführung von Gießwasser zu Brunnen dazu.
Kleine Friedhöfe sind meist nicht in verschiedene Bereiche untergliedert. Insbesondere in Großstädten existieren Abteilungen für verschiedene Religionen, für unterschiedliche Bestattungsarten, für wohlhabende Familien oder Flurstücke für Ehren- und Soldatengräber. Diese Gliederung wird durch Achsen, einen zentralen Teil oder Aufteilungen in Viertel erreicht. Die Mittelachsen oder Hauptalleen führen vom Haupteingang zum Mittelpunkt des Geländes. Häufig sind an der Hauptallee die bevorzugten Plätze für Ehrengräber oder für besonders ausgestattete Grabstellen. Größere Friedhöfe, die sich meist in Großstädten befinden, verfügen häufig über Verkaufsautomaten für Grablichter.
Die Friedhofsverwaltung hält die Infrastruktur bereit und instand. Nicht zwangsläufig ist der Sitz der Verwaltung auf dem Friedhofsgelände. Zur Infrastruktur eines Friedhofs gehören:
- Wege und deren Begehbarkeit
- Umfriedung des Geländes
- Einrichtungen zur Bestattung
  - Trauerhalle zur Aufbahrung der Toten
  - Kapelle, Feierhalle oder gar eine Kirche
  - Gegebenenfalls ein eigenes Krematorium
- Installationen für Grün- und Grabpflege
  - Wasseranschluss
  - Entsorgung von Grünabfällen
  - Gegebenenfalls eine Friedhofsgärtnerei

Hinzu kommt in unmittelbarer Umgebung des Friedhofs eine mehr oder weniger ausgeprägte sekundäre Infrastruktur, die privat betrieben wird.
- Gärtnereien
- Blumenhandel
- Steinmetz
- Grabsteinanbieter
- Devotionalienhandel
- Gastronomische Einrichtungen wie Cafés, Restaurants, Kioske

In Deutschland gibt es insgesamt etwa 32.000 Friedhöfe.

## Geschichtliche Entwicklung

### Vorchristliche Zeiten

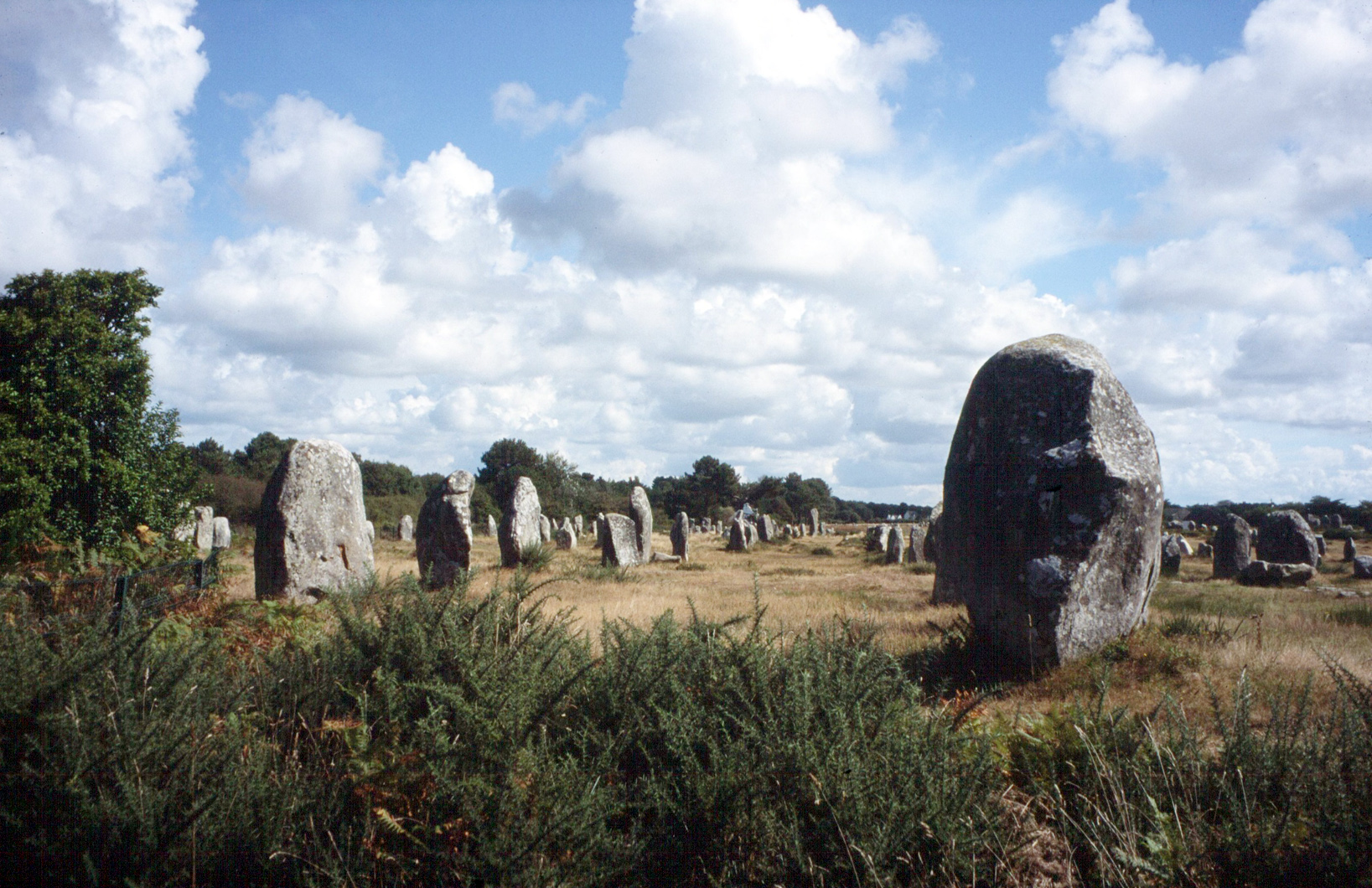
Megalithreihen in Carnac, Frankreich

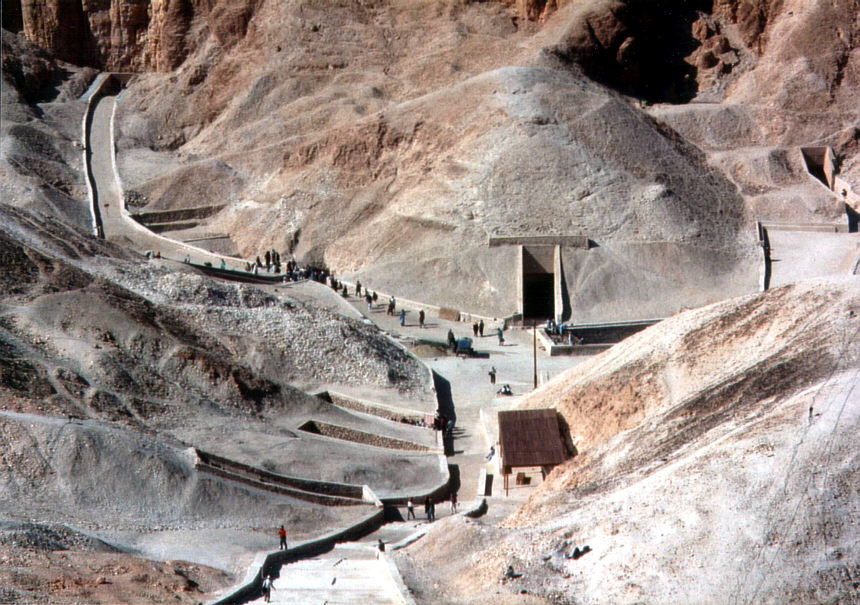
Das Tal der Könige in Luxor, Ägypten

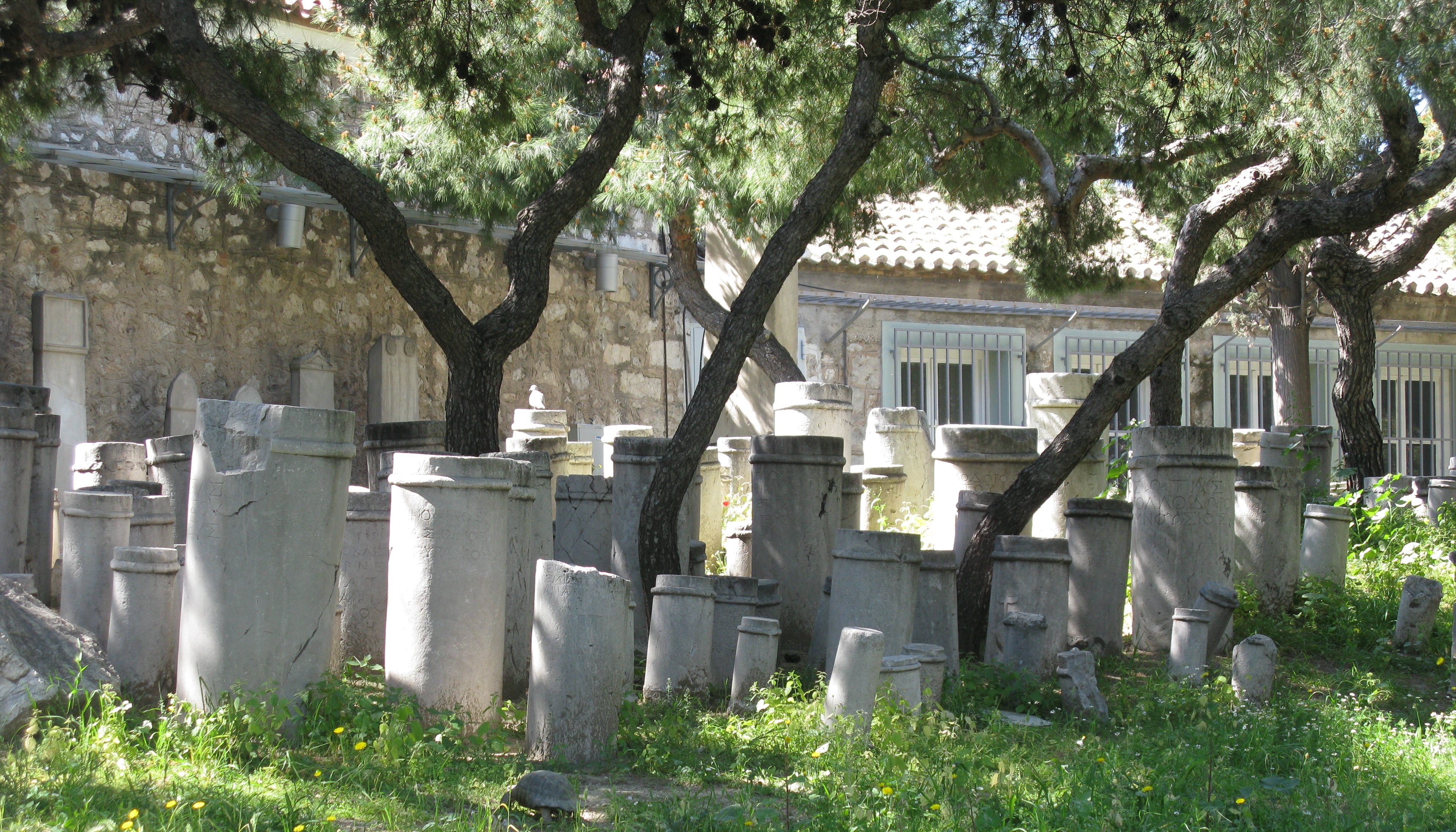
Antiker Friedhof im Stadtteil Kerameikos, Athen

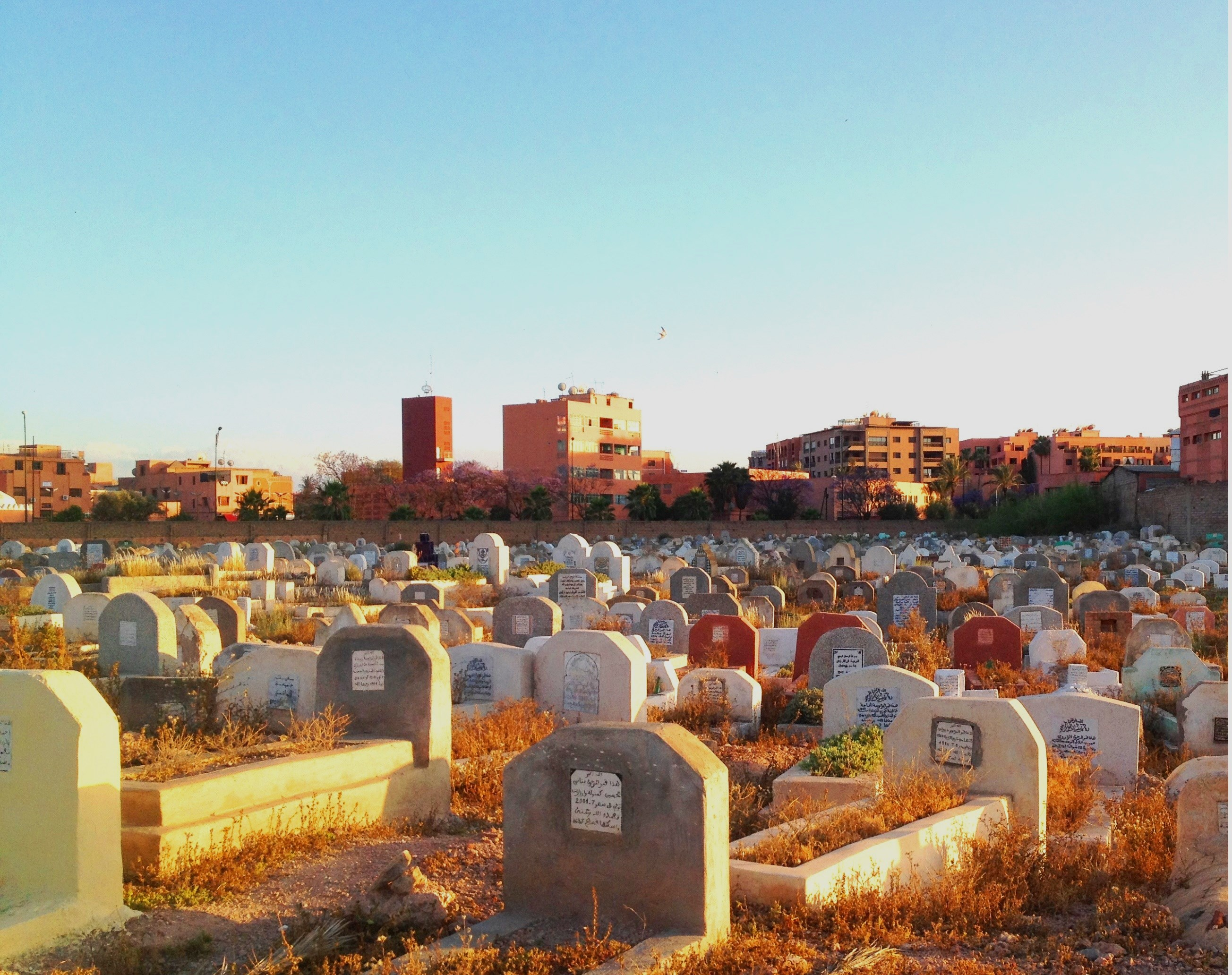
Muslimischer Friedhof bei Sonnenuntergang in Marrakesch, Marokko

Grab- und Kultstätten sind die ältesten Zeugnisse menschlicher Zivilisation. Bereits in der frühen Steinzeit gingen die Menschen dazu über, ihre Toten im Zusammenhang mit unterschiedlichen Vorstellungen über Weiterleben oder einfacher Ahnenehrung zu bestatten. Vor der Sesshaftwerdung des Menschen entstanden von Familien genutzte gesonderte Familienbegräbnisplätze. Als sesshafte Menschen dauerhaft zusammenlebten, entstanden festgelegte Orte, an denen Bestattungen abgehalten wurden. Aus dem Neolithikum sind beispielsweise die Megalithgräber erhalten.
Mit dem Aufkommen der ersten Hochkulturen entwickelte sich das regelgerechte Bestattungswesen. Im alten Ägypten, wo ein ausgesprochener Totenkult herrschte, wurden auf der dem jenseitigen Reich zugeordneten westlichen Seite des Nils die Pyramiden und später das Tal der Könige für Pharaonen und Nekropolen (thebanische Gräber) für die Beamten errichtet.
In Kleinasien und Kreta, später im antiken Griechenland, wurden die Toten an Orten bestattet, die außerhalb des städtischen Lebens angesiedelt waren. Dies konnten Gräberfelder sein oder Felsengräber in künstlichen Höhlen. Oft wurde in der Nähe ein Heiligtum oder ein ganzer Tempelbezirk errichtet, um kultische Handlungen zu Ehren der Toten durchzuführen.
Im Römischen Reich waren die Grabstätten unterschiedlich organisiert und von den räumlichen und lokalen Gegebenheiten abhängig. Insbesondere reiche Bürger ließen sich entlang von Ausfallstraßen begraben, wo sie kunstvoll behauene und reich beschriftete Tafeln, Stelen oder Mausoleen errichten ließen. Die Stadt Rom verfügte mit den Katakomben über eine ausgedehnte, unterirdische Totenstadt, in der die Verstorbenen in Nischen eingemauert wurden.

### Kirchhof
Nach der Christianisierung wurde die Bestattung in den geweihten Bereich der Kirchengebäude und den eingefriedeten Kirchhof verlagert. Die auf germanisch-keltischer Tradition beruhenden außerörtlichen Gräberfelder wurden ebenso wie die Feuerbestattung als heidnisch abgelehnt. Mit der Reliquientranslation wurden die Kirchengebäude zu sakralen Räumen. Die Gläubigen waren bestrebt, nach ihrem Tode so nah wie möglich bei den Gebeinen oder Reliquien ihrer Heiligen begraben zu werden. Deren Fürsprache wurde bei der Auferstehung des Fleisches zum Jüngsten Gericht erhofft. In der unmittelbaren Nähe zum Sakralen erschien die Chance auf Erlösung der Verstorbenen am größten zu sein. Eine Bestattung im Altarraum oder in der darunter liegenden Kirchengruft galt als höchstes Privileg und war meist der Familie des Kirchenstifters, dem Kirchherren oder kirchlichen Würdenträgern vorbehalten. Nur die Wohlhabendsten konnten sich ein Begräbnis innerhalb der Kirche leisten. Die soziale Differenzierung setzte sich im Kirchhof fort, um möglichst nahe an der Kirche begraben zu werden.
Außerhalb des Dorfetters oder der Stadtmauer fanden Verstorbene ihren Platz in ungeweihter Erde, wenn sie exkommuniziert worden waren, kriminell waren oder einem unehrlichen Stand angehört hatten – beispielsweise Bettler, Gaukler und Schauspieler sowie Selbstmörder wurden nicht auf geweihten Kirchhöfen beigesetzt.
Um 1800 kam die Tendenz auf, die Toten aus hygienischen Gründen entfernt vom Dorfkern zu begraben. Man fürchtete sich vor mephitischen Dünsten, die nachts aus den Gräbern aufsteigen und die Luft verpesten sollten, auch die oft tägliche Öffnung und Schließung von Massengräbern in Seuchenzeiten in den städtischen Zentren brachten erhebliche hygienische Probleme. Einzelgräber waren eine seltene Ausnahme. Die Bestattung in geweihten Massengräbern war die Regel, nicht zuletzt aus Platzgründen.
Infolge der durch das Bevölkerungswachstum verursachten Überbelegung der innerstädtischen Kirchhöfe und bedingt durch die Reformation, die Reliquienverehrung ablehnte, wurden seit dem 16. Jahrhundert (insbesondere in evangelischen Herrschaften) außerörtliche Friedhöfe mit Kirche oder Aussegnungskapelle angelegt. So entstanden außerhalb der Kommunen Kirchenfriedhöfe, etwa ab Mitte des 19. Jahrhunderts die ersten neuzeitlichen Zentralfriedhöfe (Stadtrandfriedhöfe), darunter prächtige Campo-Santo-Anlagen.
Die Bezeichnung Kirchhof wird mitunter missverständlich verwendet. Auf deutschen Stadtplänen (besonders des 19. und 20. Jahrhunderts) findet sich oft die Bezeichnung Kirchhof, obwohl keine Kirche vorhanden ist. Es handelt sich um von einer Kirchengemeinde betriebene Friedhöfe in weiterer Entfernung zum eigentlichen Kirchengebäude. „Kirchhof“ wurde synonym für Begräbnisplatz oder Friedhof genutzt. So erklärt sich die sich ausschließende Bezeichnung „Judenkirchhof“.

### Friedhof
Insbesondere in Zeiten erhöhter Sterblichkeit (infolge von Seuchen, Hungersnöten, Kriegen) gerieten die Kirchhöfe schnell an ihre Kapazitätsgrenze, so dass Umbettungen halbverwester Leichen und die ständige Öffnung der Gräber für anhaltende Geruchsbelästigung und gesundheitliche Gefahren sorgten. Pestfriedhöfe weit außerhalb der Siedlungen sollten zumindest die ärgste Gefahr eindämmen. Die Anlage innerstädtischer Friedhöfe wurde später aufgegeben: Zentrale Friedhöfe außerhalb der Stadtmauern, die vom Standort einer Kirche unabhängig waren, wurden vereinzelt bereits zur Renaissance, verstärkt ab 1750 und im Verlauf des 19. Jahrhunderts flächendeckend geschaffen. In Preußen war im 2. Teil, 11. Titel durch § 184 des Allgemeinen Landrechts für die preußischen Staaten von 1794 festgeschrieben worden, dass innerhalb bewohnter Gegenden keine Leichen beerdigt werden durften.
Ein Beleg für den Bedeutungswandel vom Kirchhof zum Friedhof als Ort, wo der Verstorbene seinen Frieden findet, ist die Benennung als „Friedenstraße“ für Straßen zu den Friedhöfen seit den 1870er Jahren. Daneben erfolgten gleichzeitig Benennungen als Friedhofsstraße oder Friedhofsweg.
Im Laufe des Ersten Weltkriegs standen alle kriegführenden Nationen vor der Frage, wie sie mit den Millionen Leichen von gefallenen oder in Lazaretten gestorbenen Soldaten umgehen sollten. In den Kriegen zuvor waren bei weitem nicht so viele Soldaten gestorben (siehe Soldatenfriedhof, Kriegergedenkstätte). Der Transport der Toten in ihre jeweilige Heimat wäre ein großer Aufwand gewesen und hätte die Kriegsmüdigkeit oder die Ablehnung des Krieges zusätzlich verstärkt. Viele Leichen waren schlecht zu transportieren, sie waren unvollständig oder durch Granatsplitter zerrissen. Viele waren erheblich verwest, wenn sie – teils erst Wochen nach ihrem Tod – aus der Kampfzone geborgen werden konnten.
Die weitgehende Säkularisierung der christlich geprägten Gesellschaften, die insbesondere in Europa seit dem 20. Jahrhundert weiter vorangeschritten ist, hat die traditionellen Formen des Trauerns verändert. Mit der Loslösung der Trauerformen von religiösen Gemeinschaften hat sich das Totengedenken zunehmend in den privaten Bereich verlagert. Damit einher ging und geht ein Bedeutungsverlust öffentlicher Grabstätten. Der Anteil anonymer Begräbnisse und preisgünstiger Formen der Bestattung (etwa Feuerbestattungen) hat in der Folge stetig zugenommen.
Mit der Verbreitung des Internets sind eine Vielzahl von virtuellen Friedhöfen entstanden, die vollkommen unabhängig von einem physischen Ort der Totenruhe sind.

## Ausgestaltung und Ansichten (Galerie)

Einrichtungen auf Friedhöfen
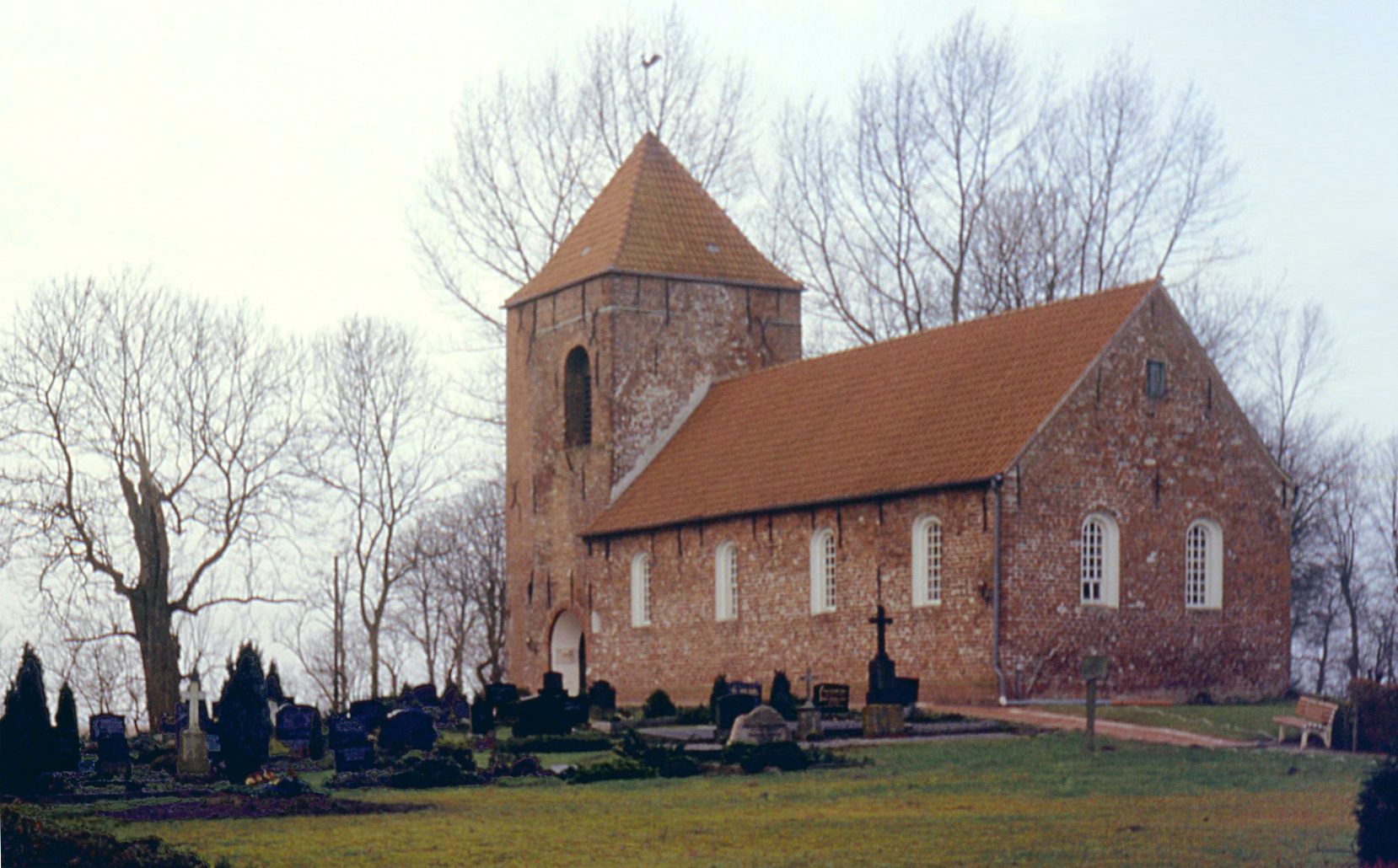
Kirche mit Kirchhof in einem kleinen ostfriesischen Dorf
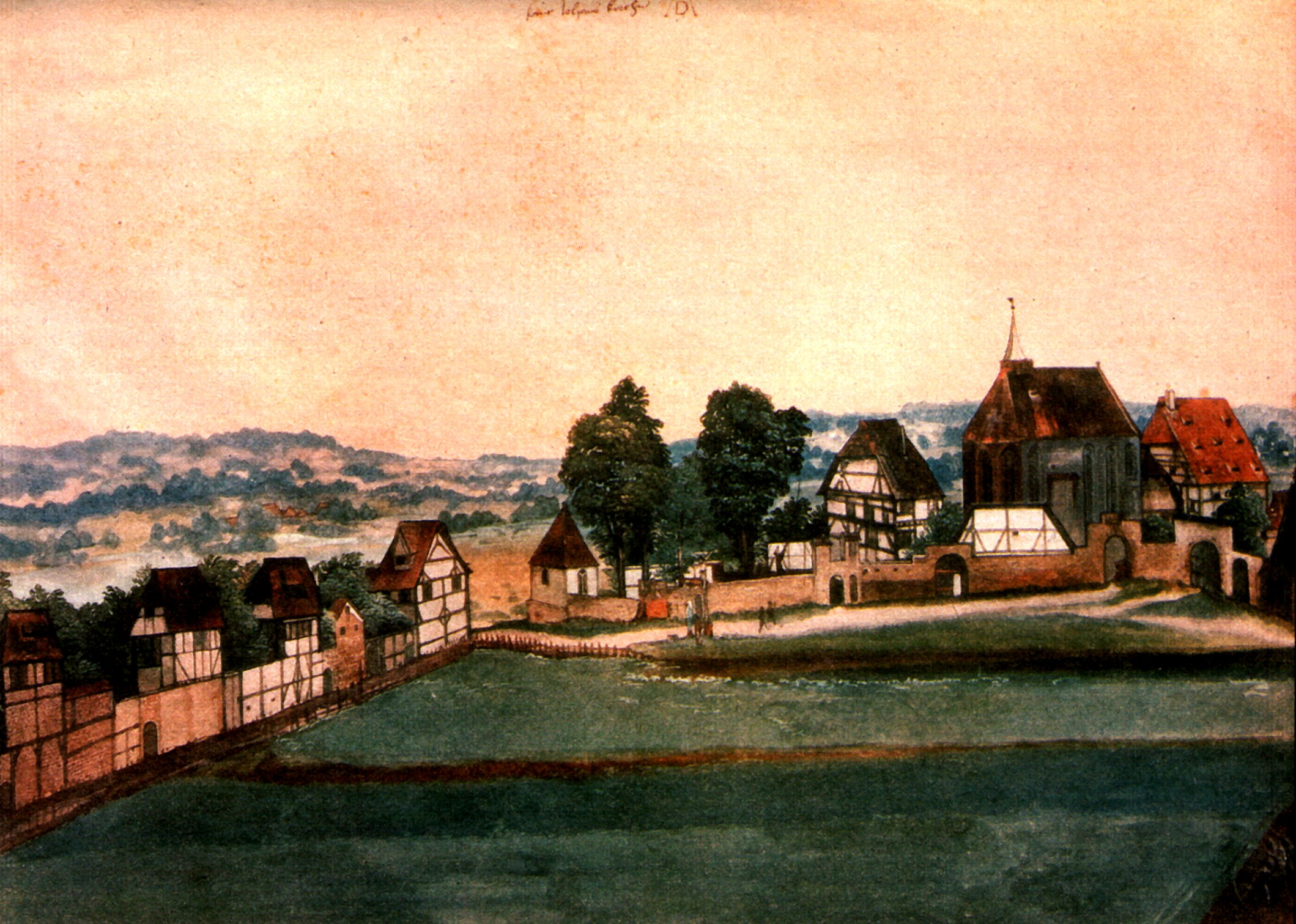
Aquarell von Albrecht Dürer: Johannisfriedhof in Nürnberg
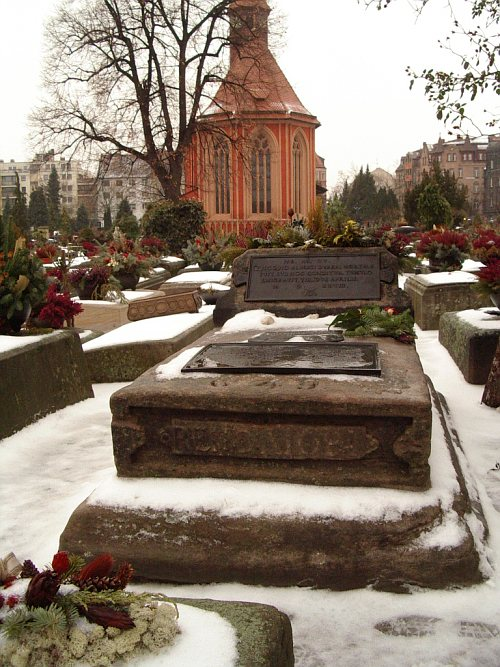
Dürergrab auf dem Johannisfriedhof von Osten, Nürnberg
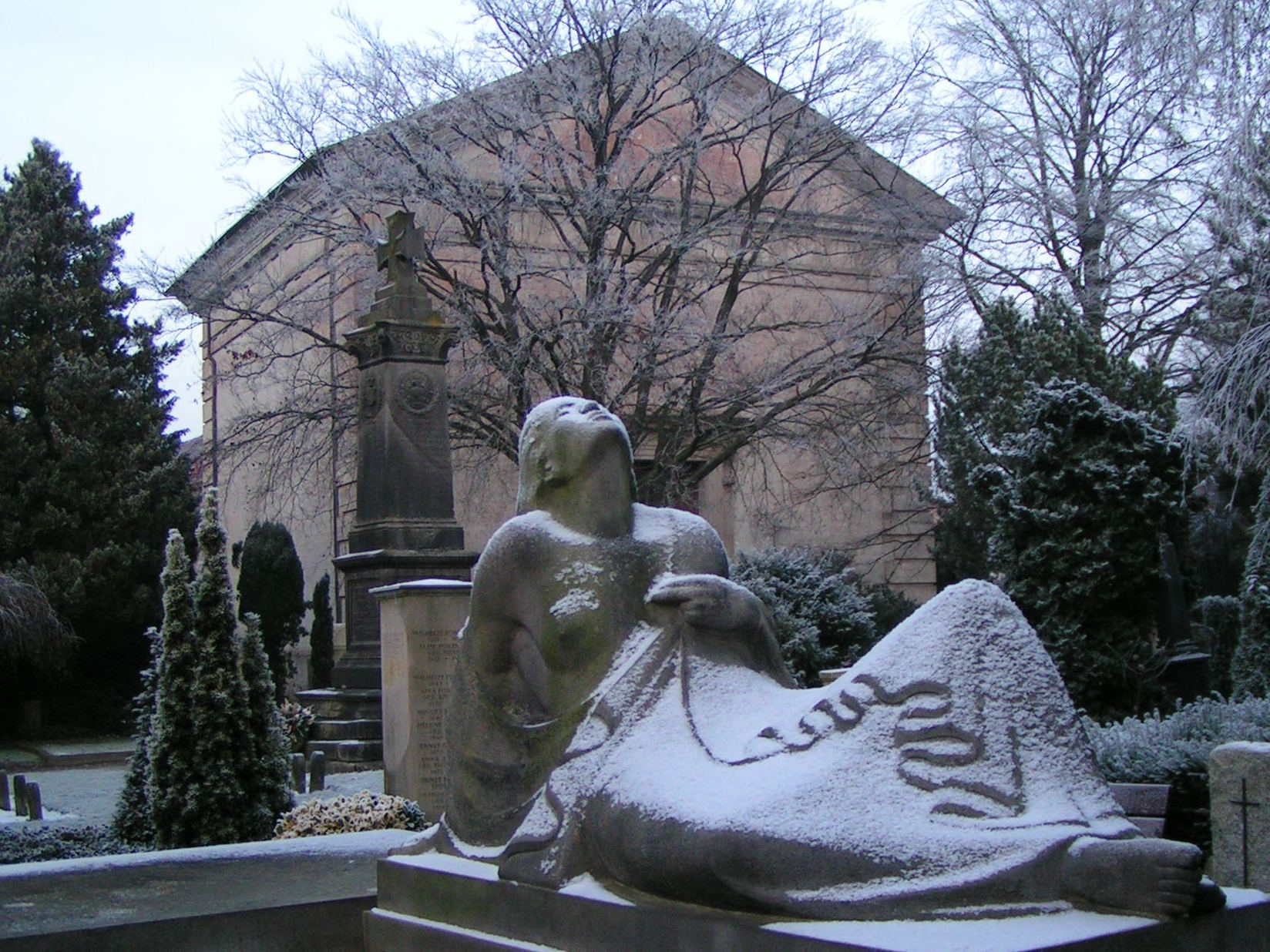
Künstlerisch gestaltetes Grab auf dem Gertrudenfriedhof in Oldenburg; im Hintergrund das Mausoleum der Großherzöge von Oldenburg
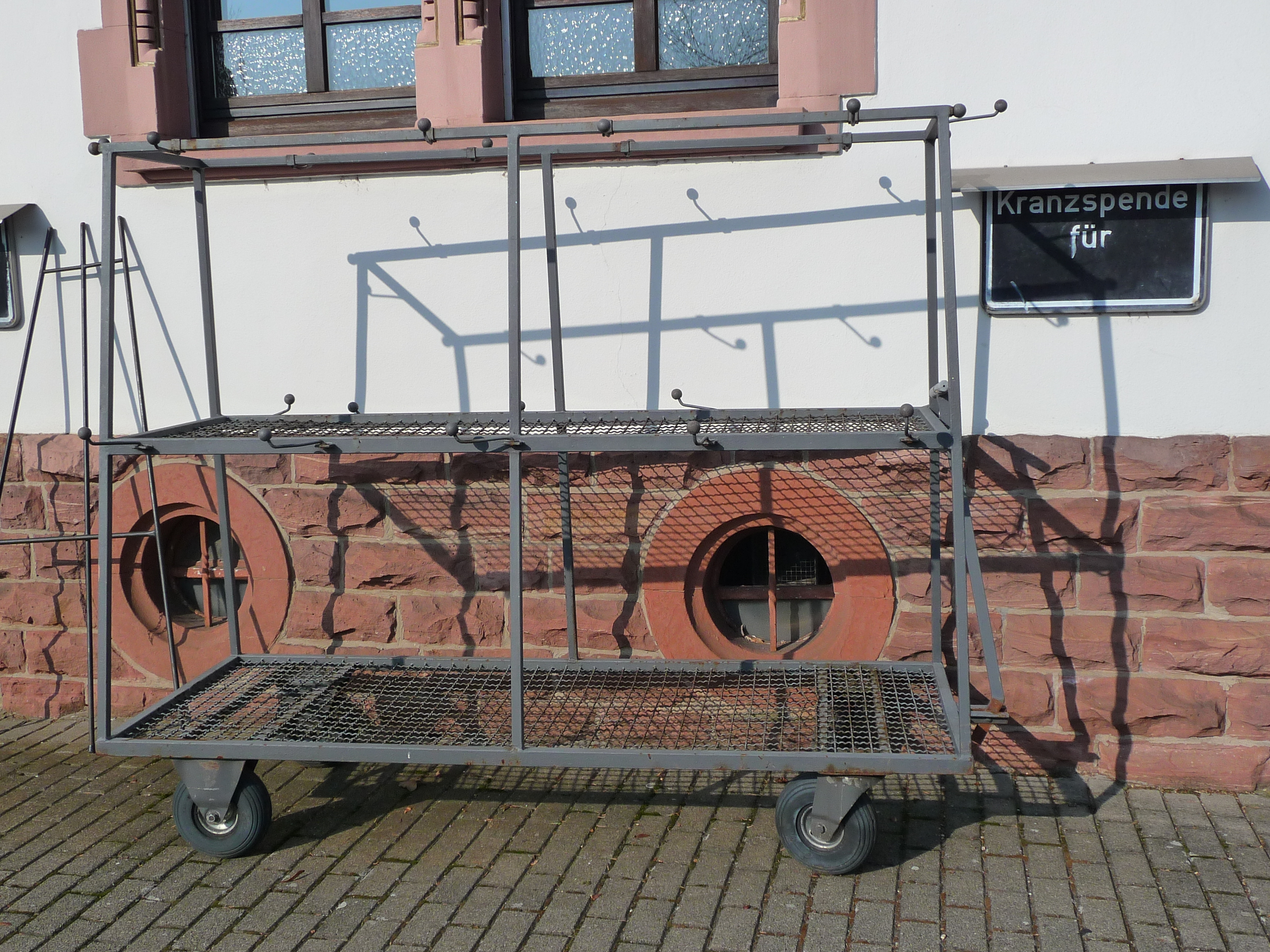
Fahrbare Halterung für Trauerkränze auf dem Stadtfriedhof in Schwetzingen
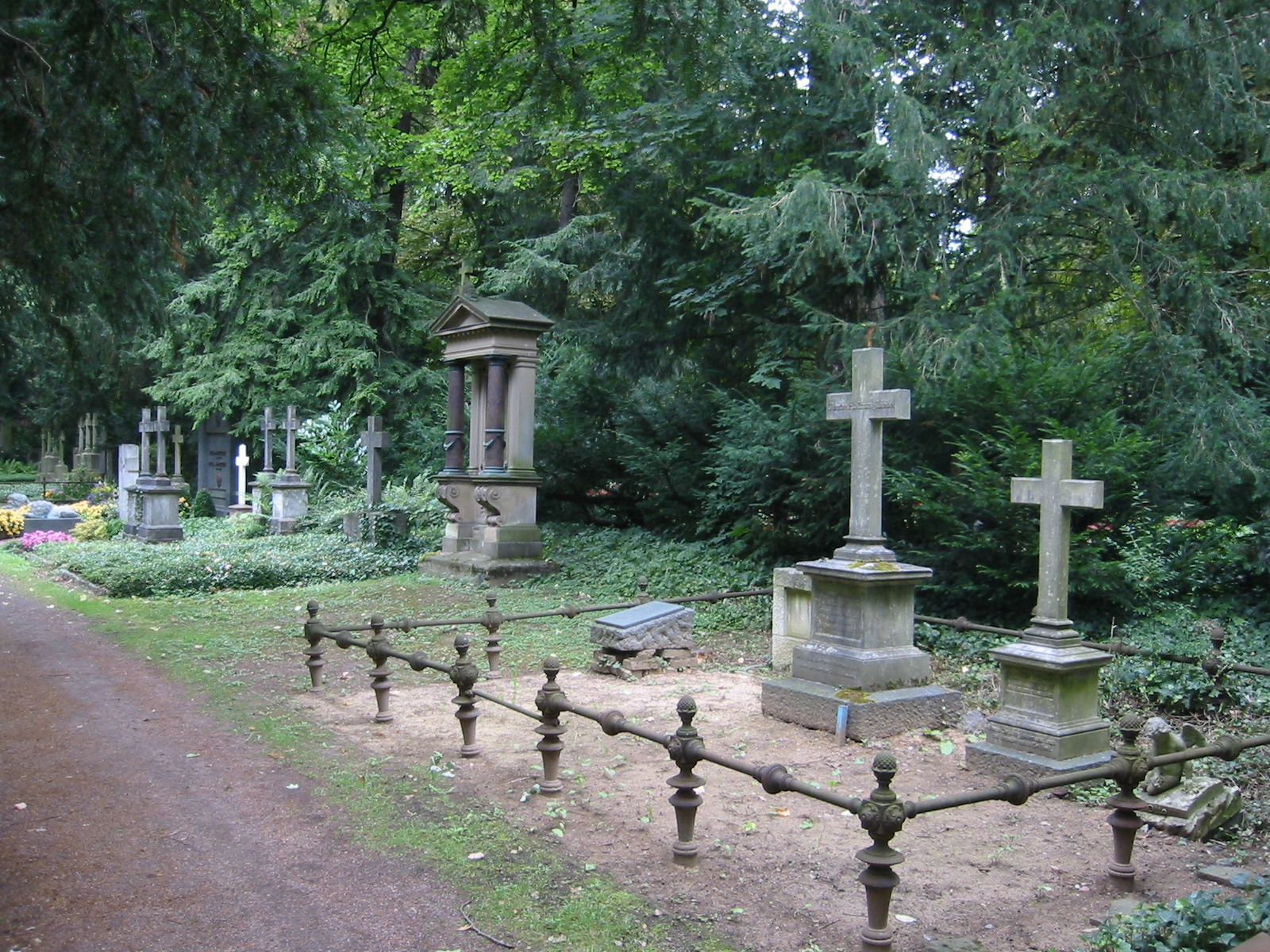
Historischer Teil des Frankfurter Hauptfriedhofs
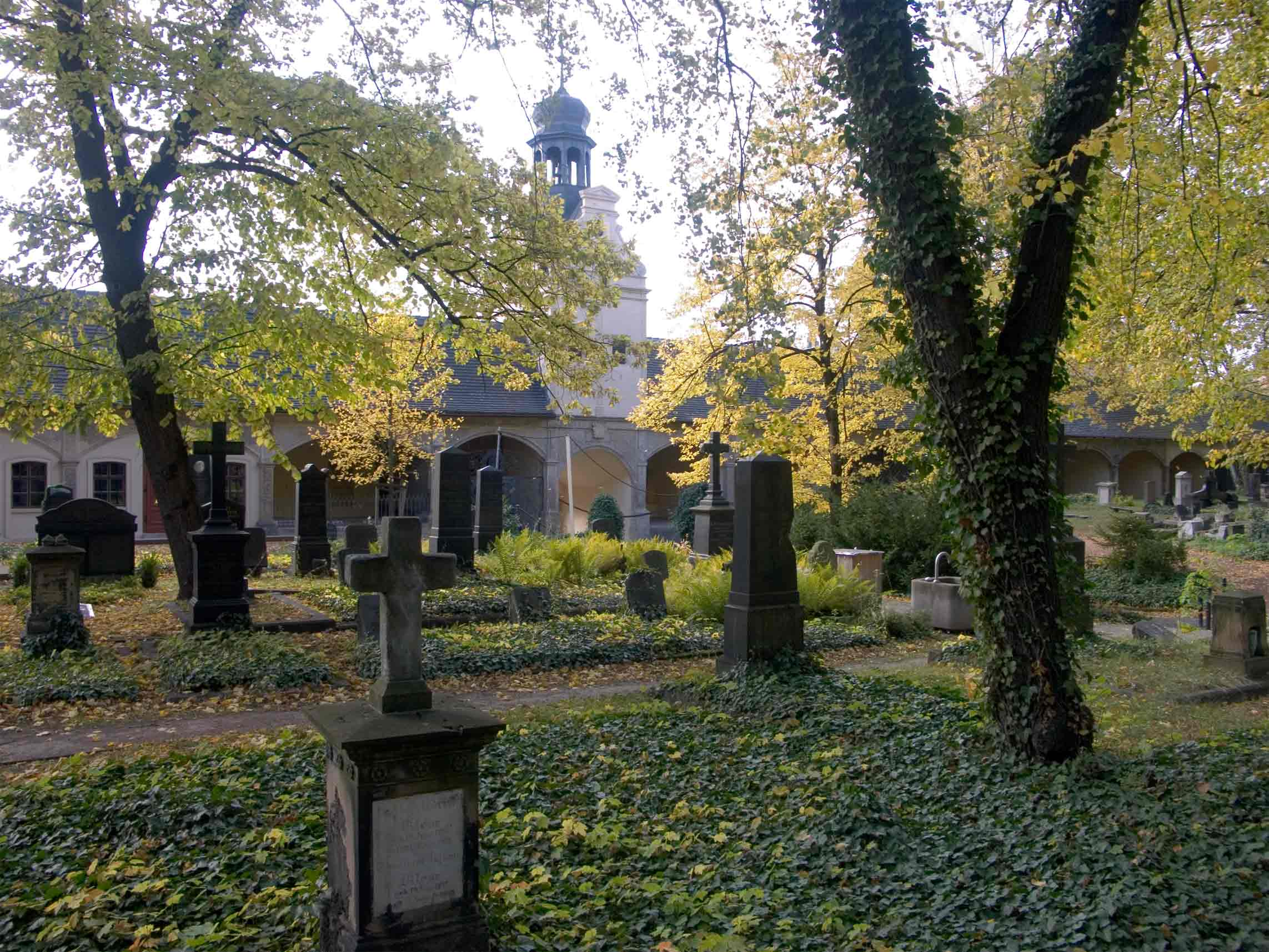
Der Stadtgottesacker in Halle (Saale), einer der ersten Zentralfriedhöfe Deutschlands
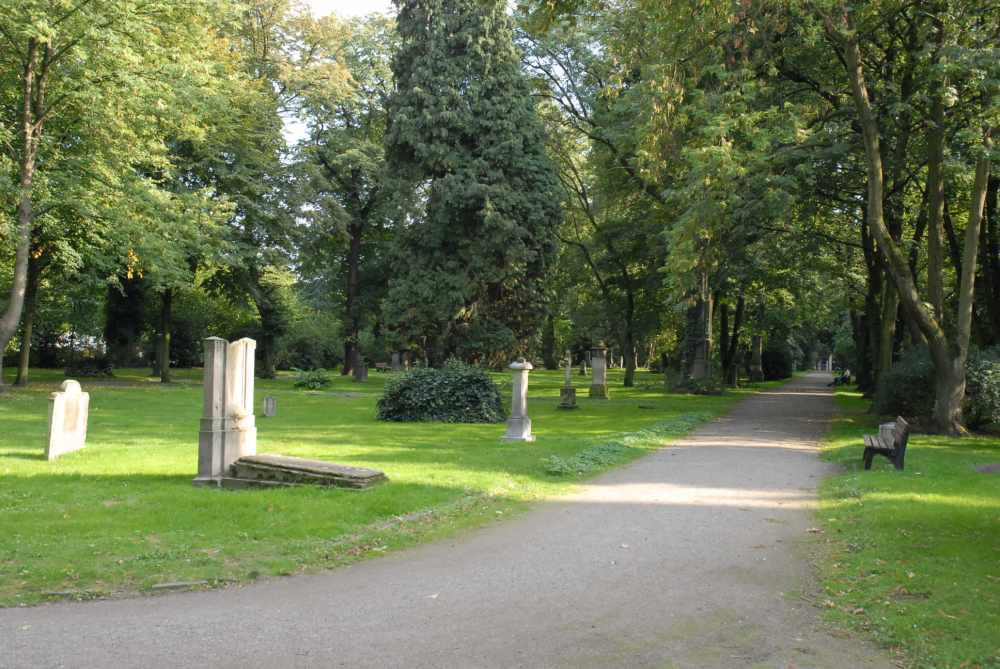
Golzheimer Friedhof in Düsseldorf
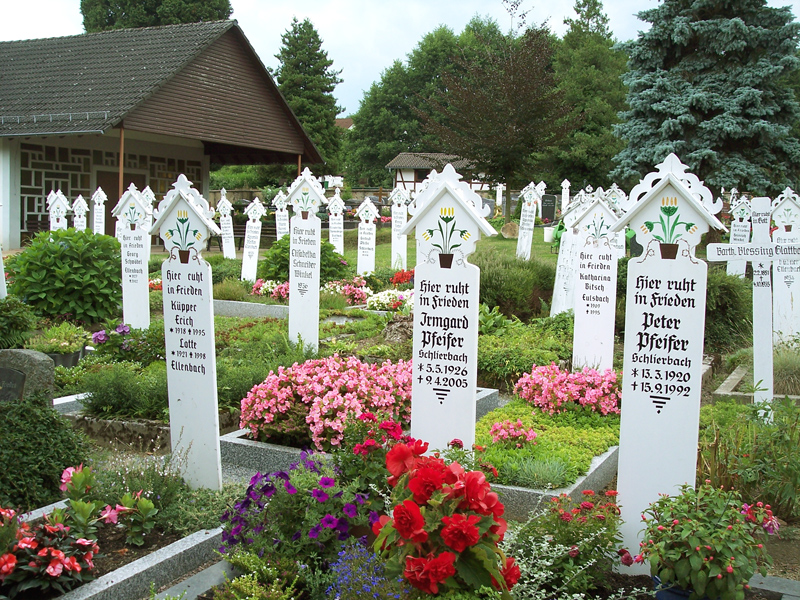
„Holzstickel“ als Grabsteinersatz auf einem südhessischen Friedhof
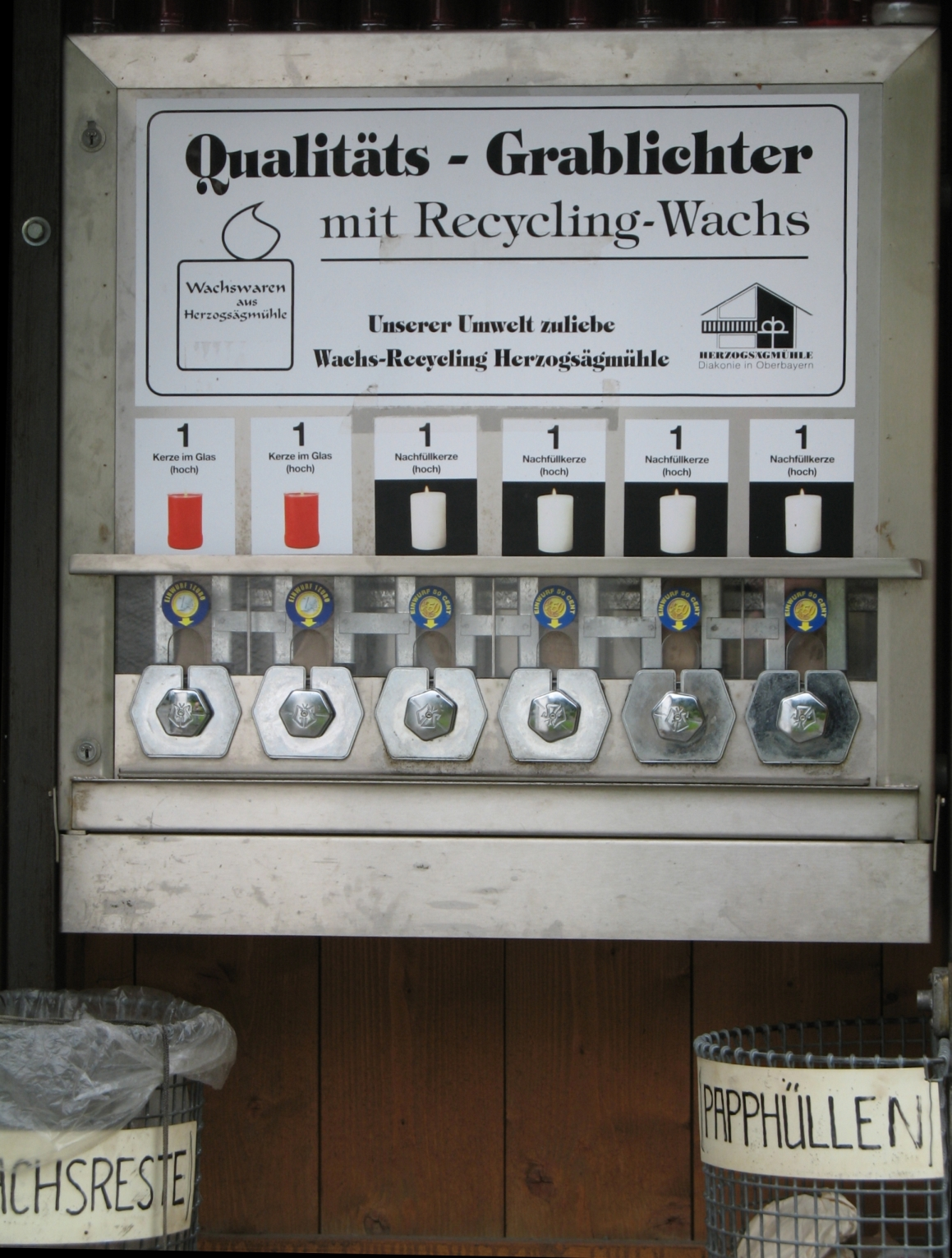
Automat für Grablichter in Ettal
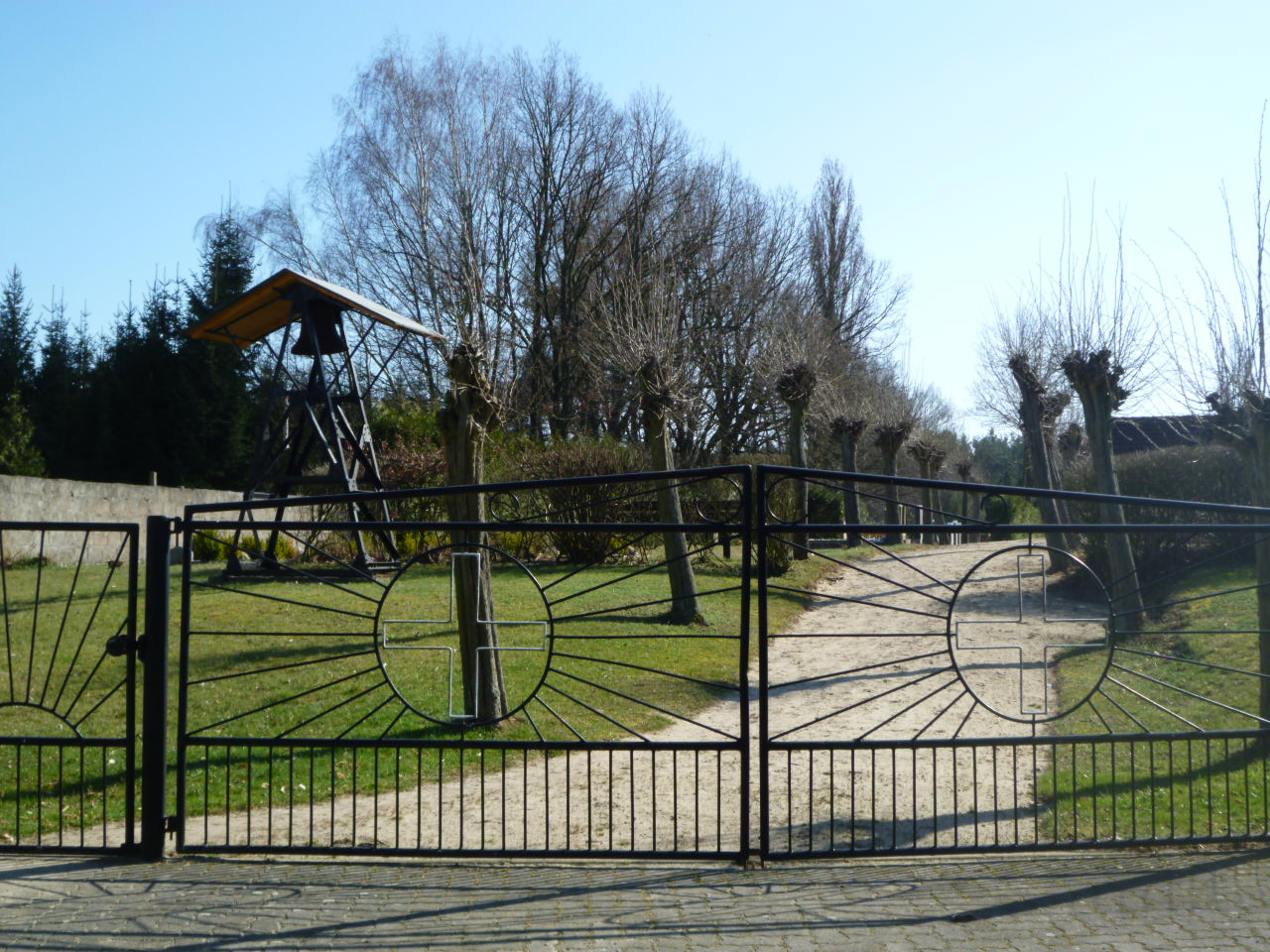
Friedhof in Calvörde-Velsdorf mit kleiner Allee
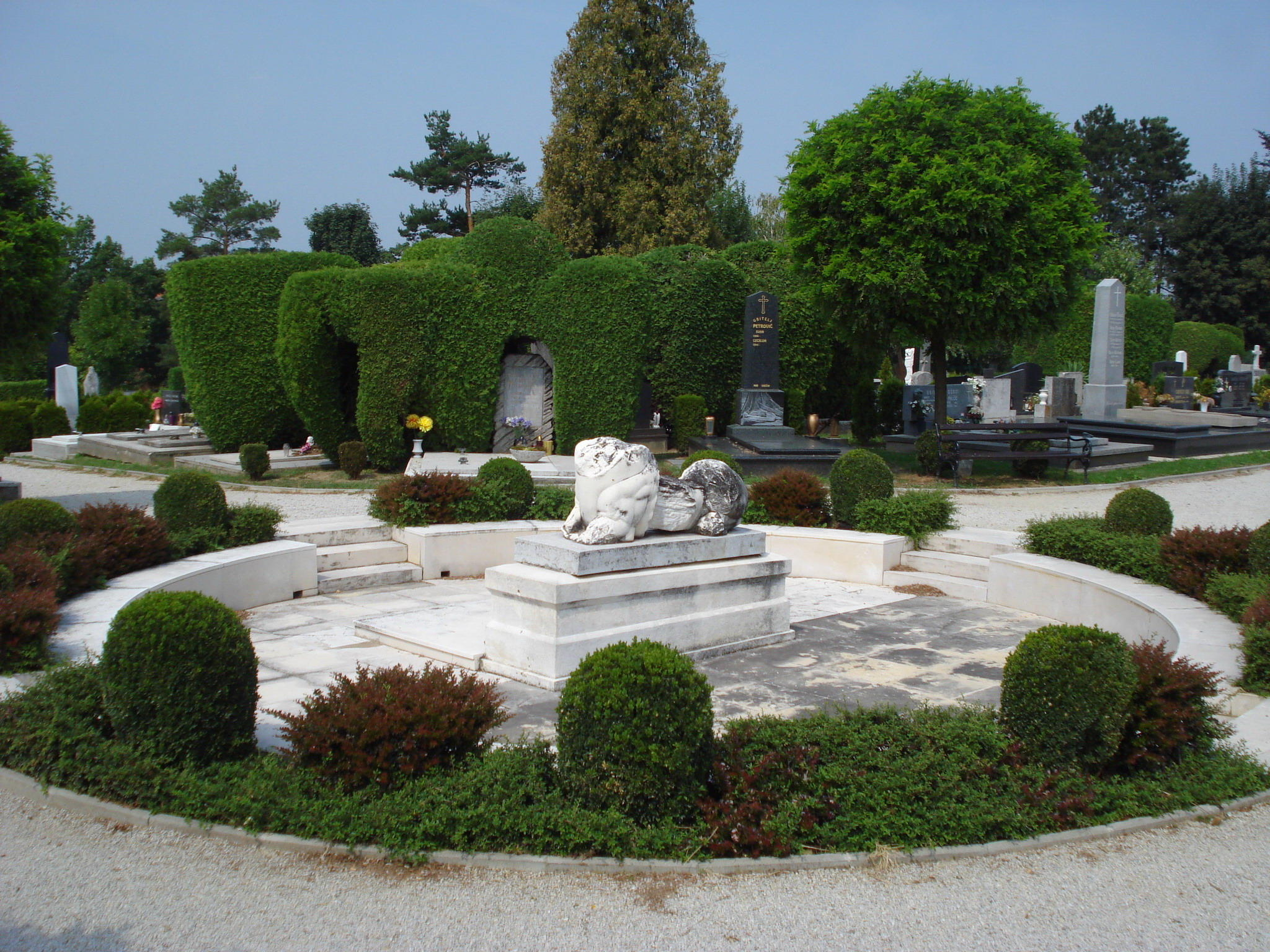
Denkmal zu Ehren des Politikers Ivan Novak in der Mitte des Friedhofs von Čakovec, Kroatien
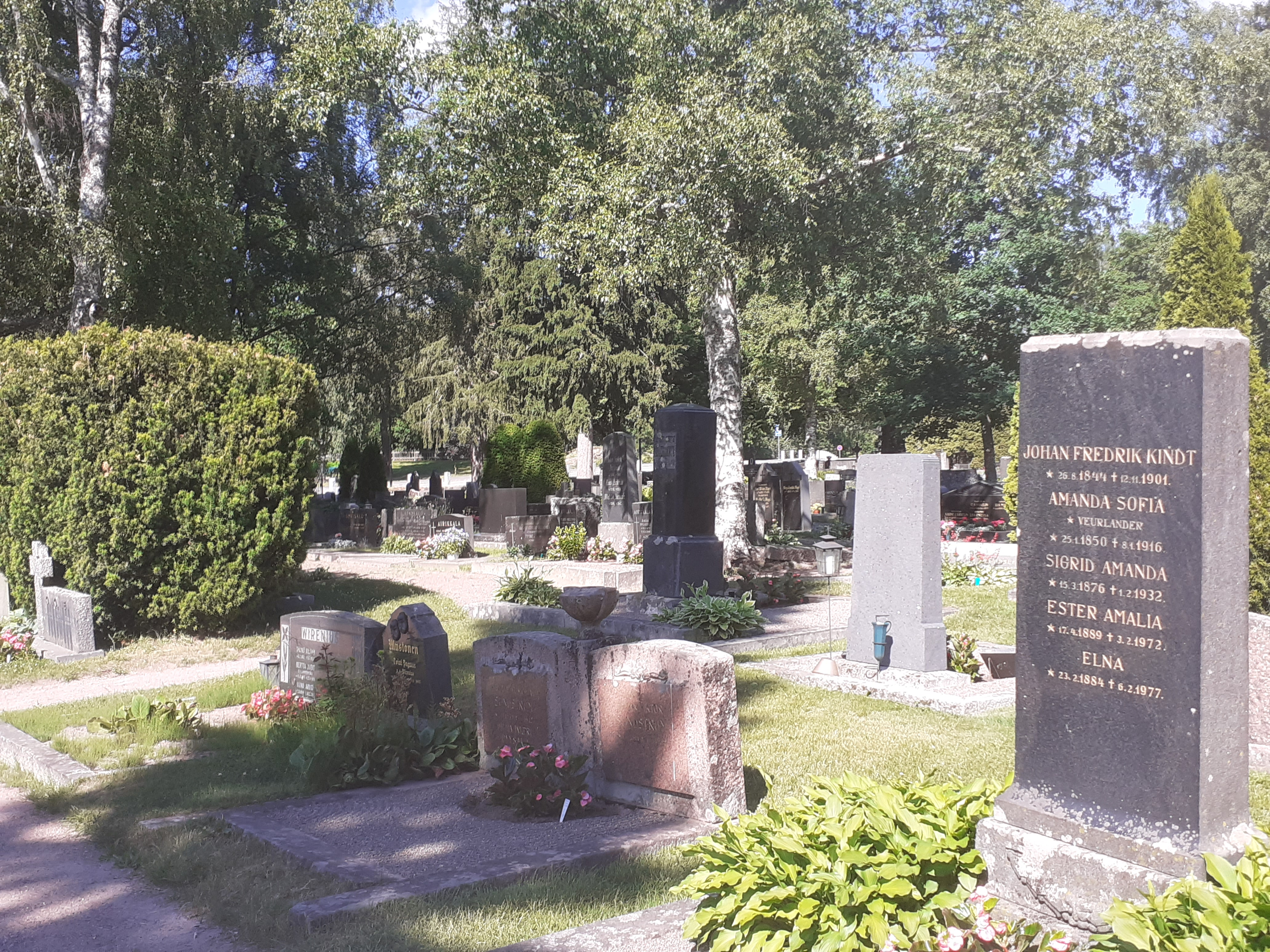
Ein Gemeindefriedhof in Nurmijärvi, Finnland.
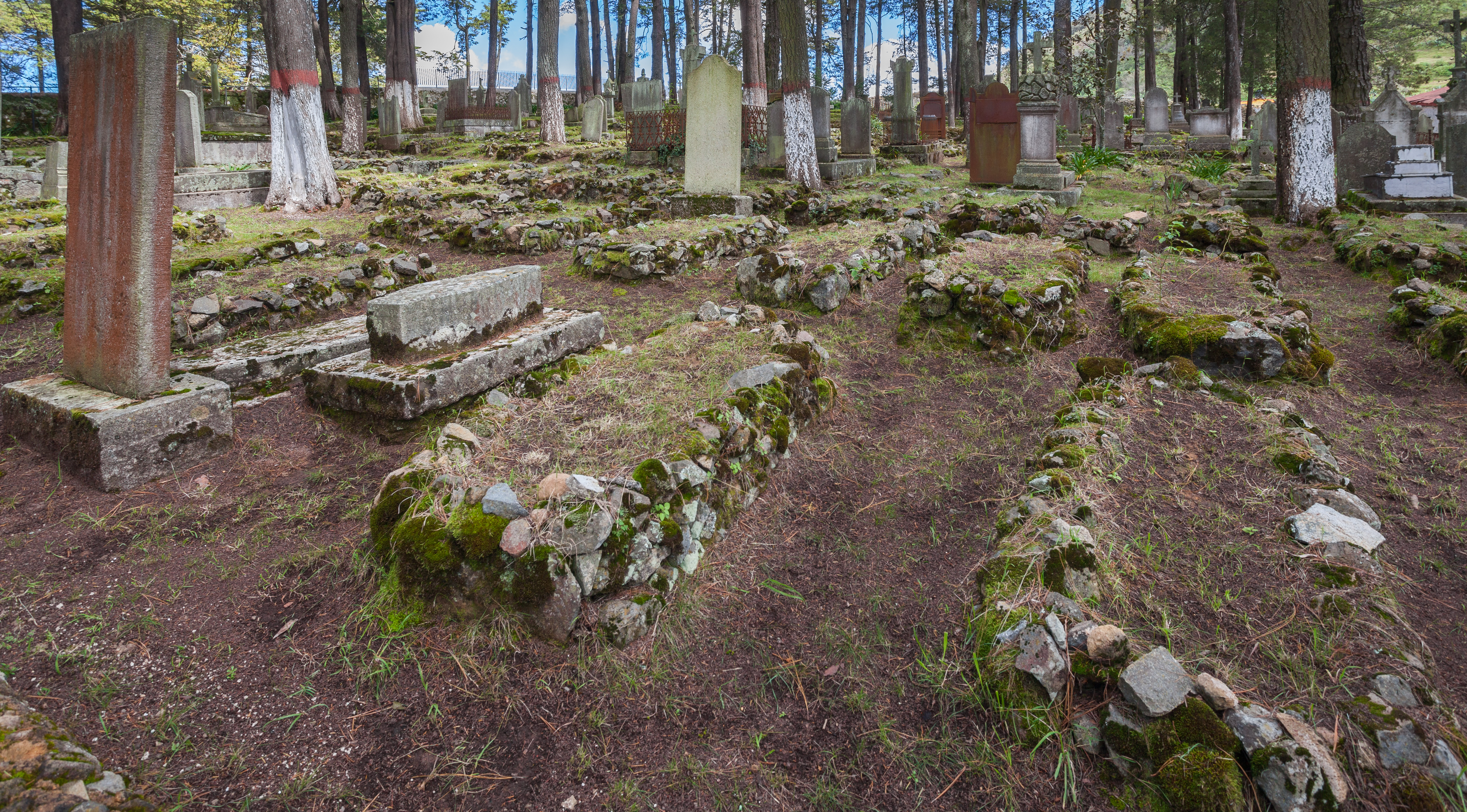
Englisches Pantheon, Real del Monte, Hidalgo, Mexiko

Formen von Friedhöfen
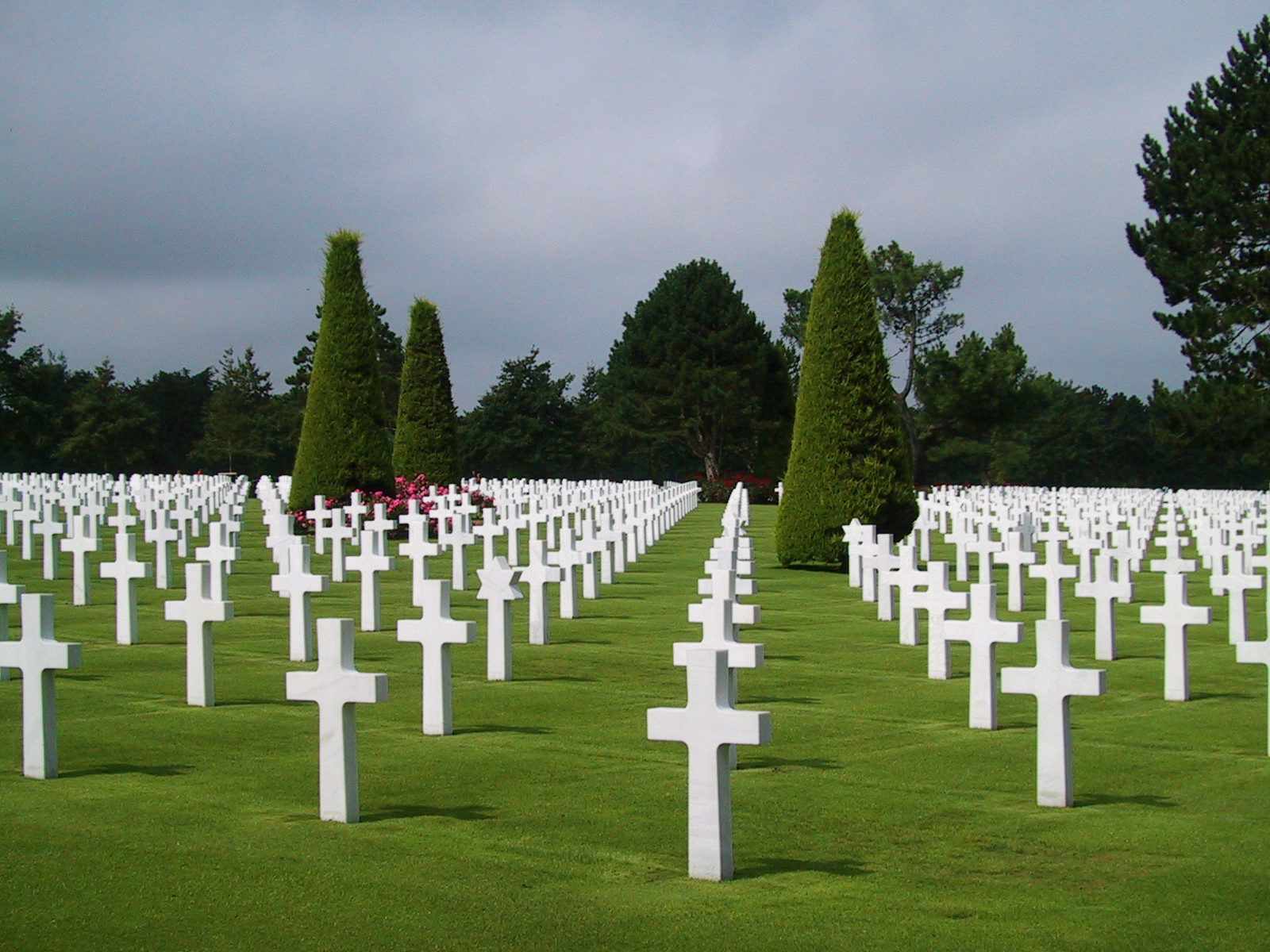
Der Soldatenfriedhof von Omaha Beach, Normandie
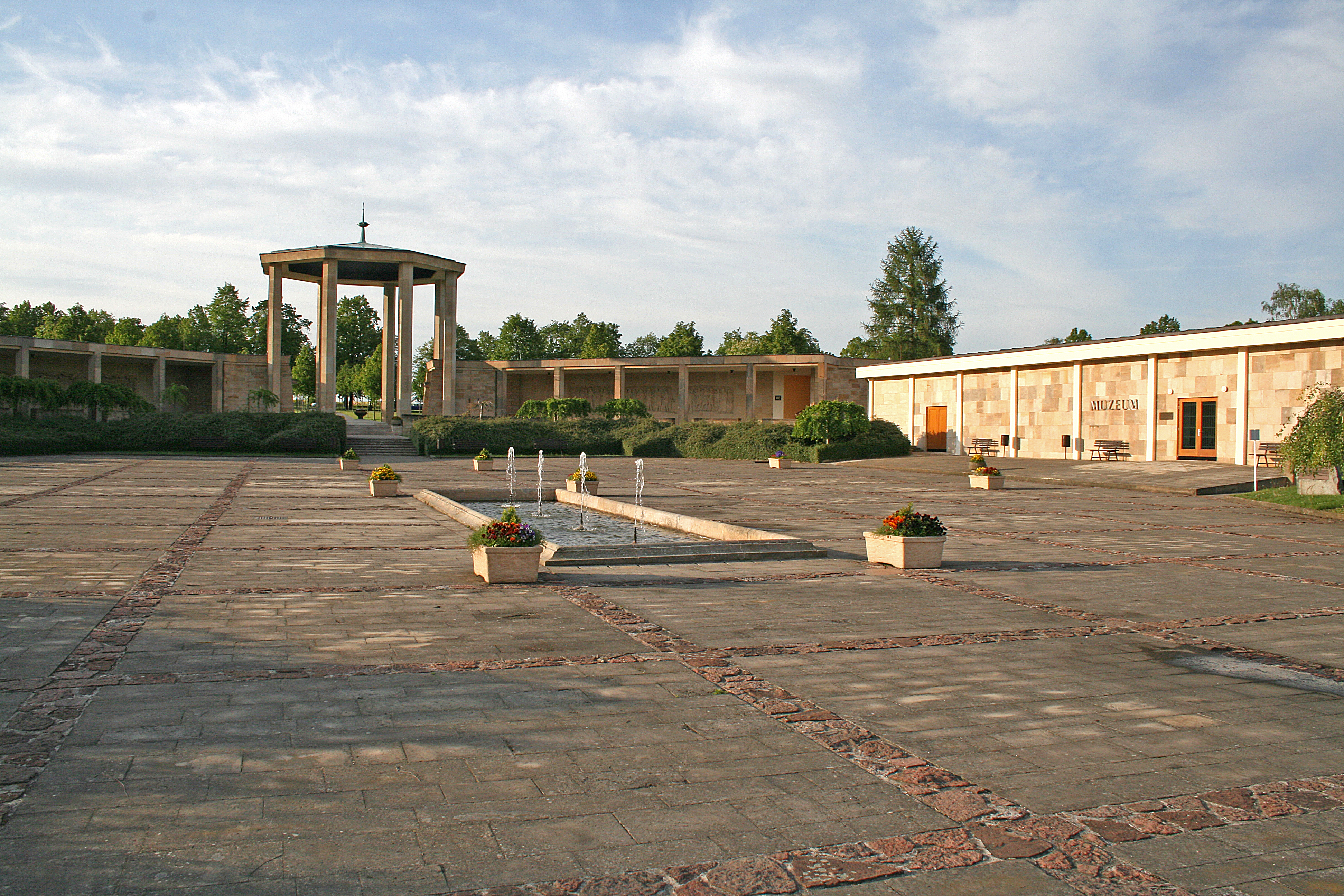
Die Gedenkstätte in Lidice
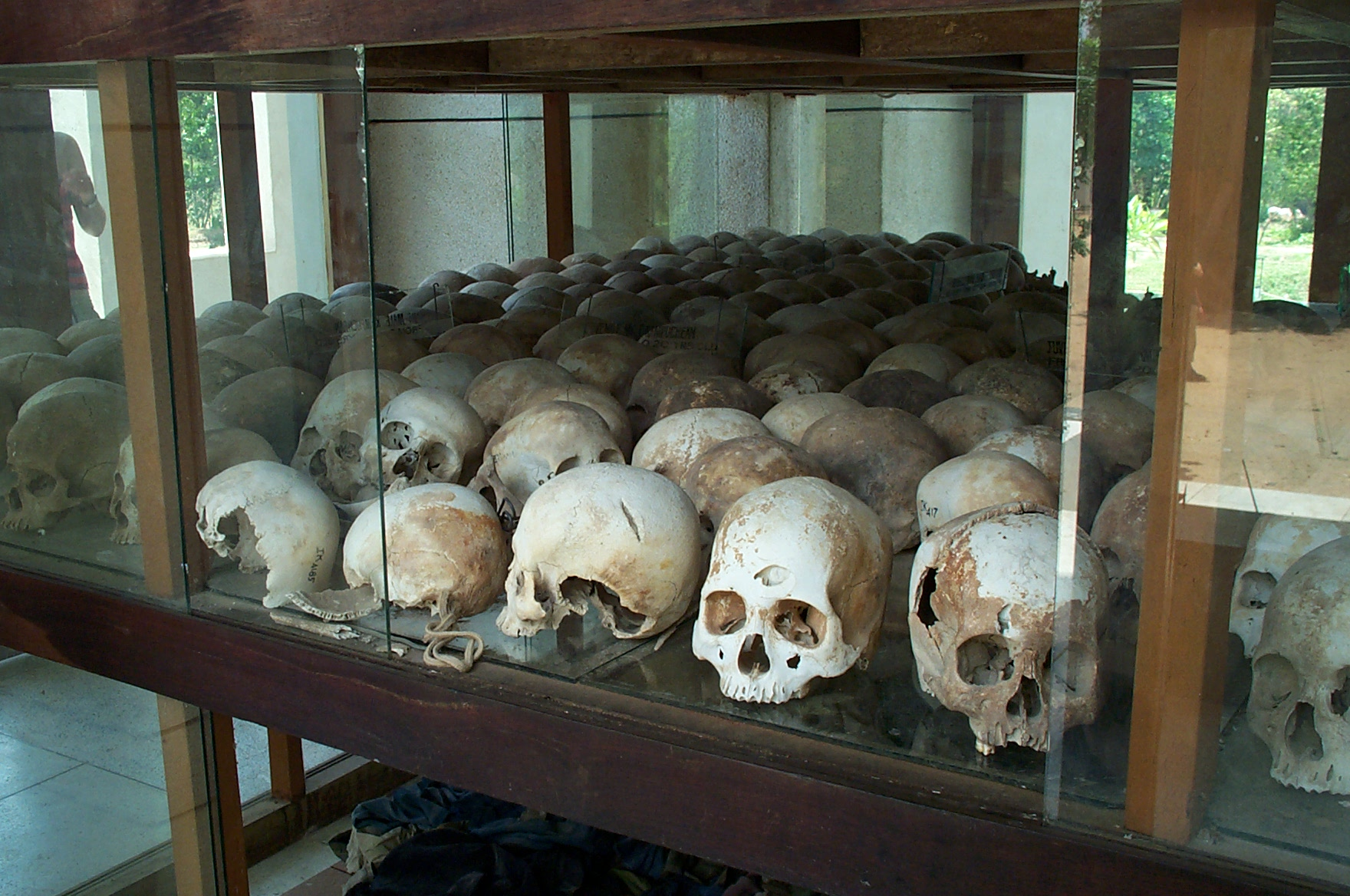
Schädel von Opfern der Roten Khmer in einer Gedächtnisstätte in Phnom Penh
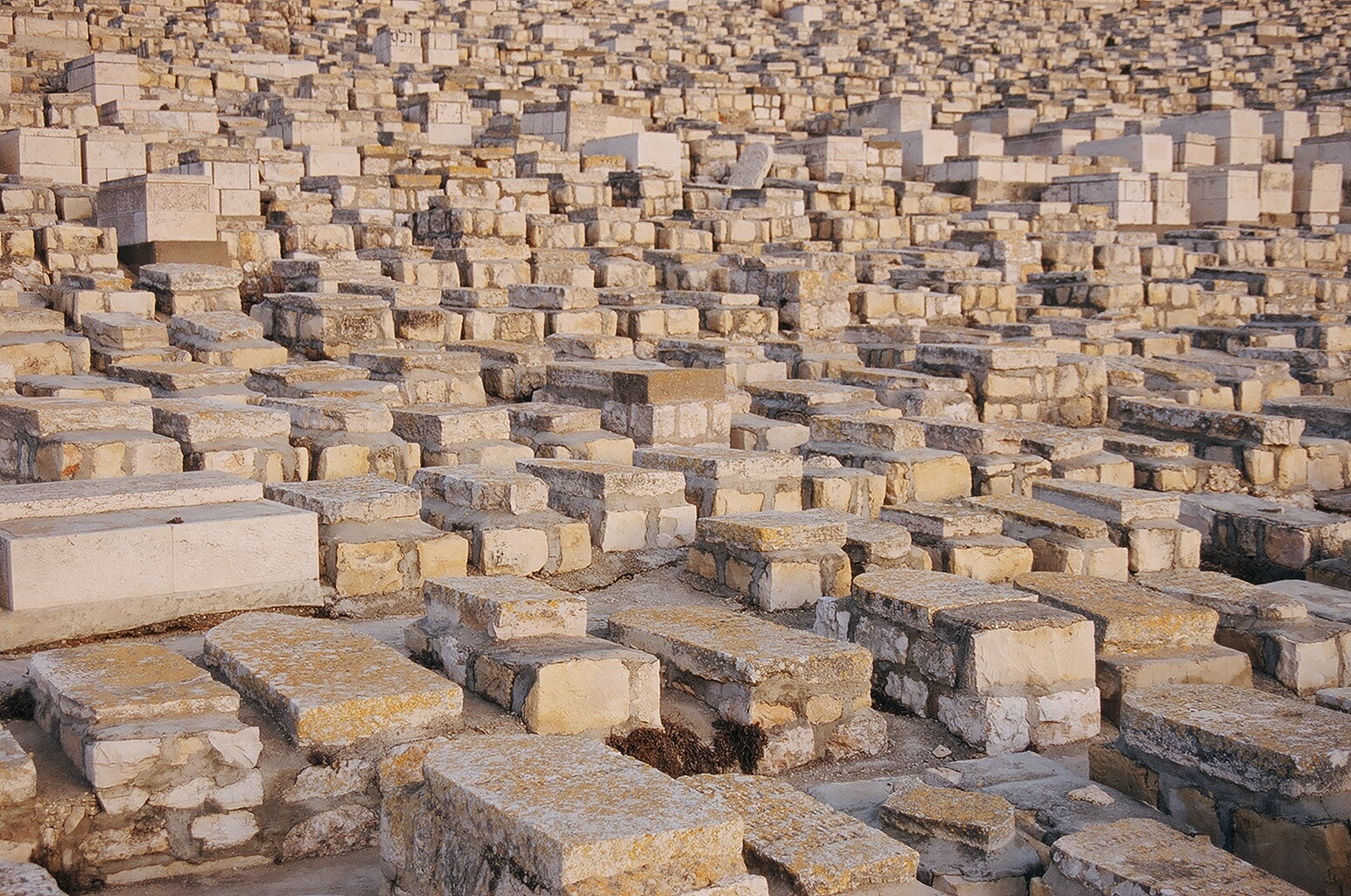
Jüdischer Friedhof in Jerusalem
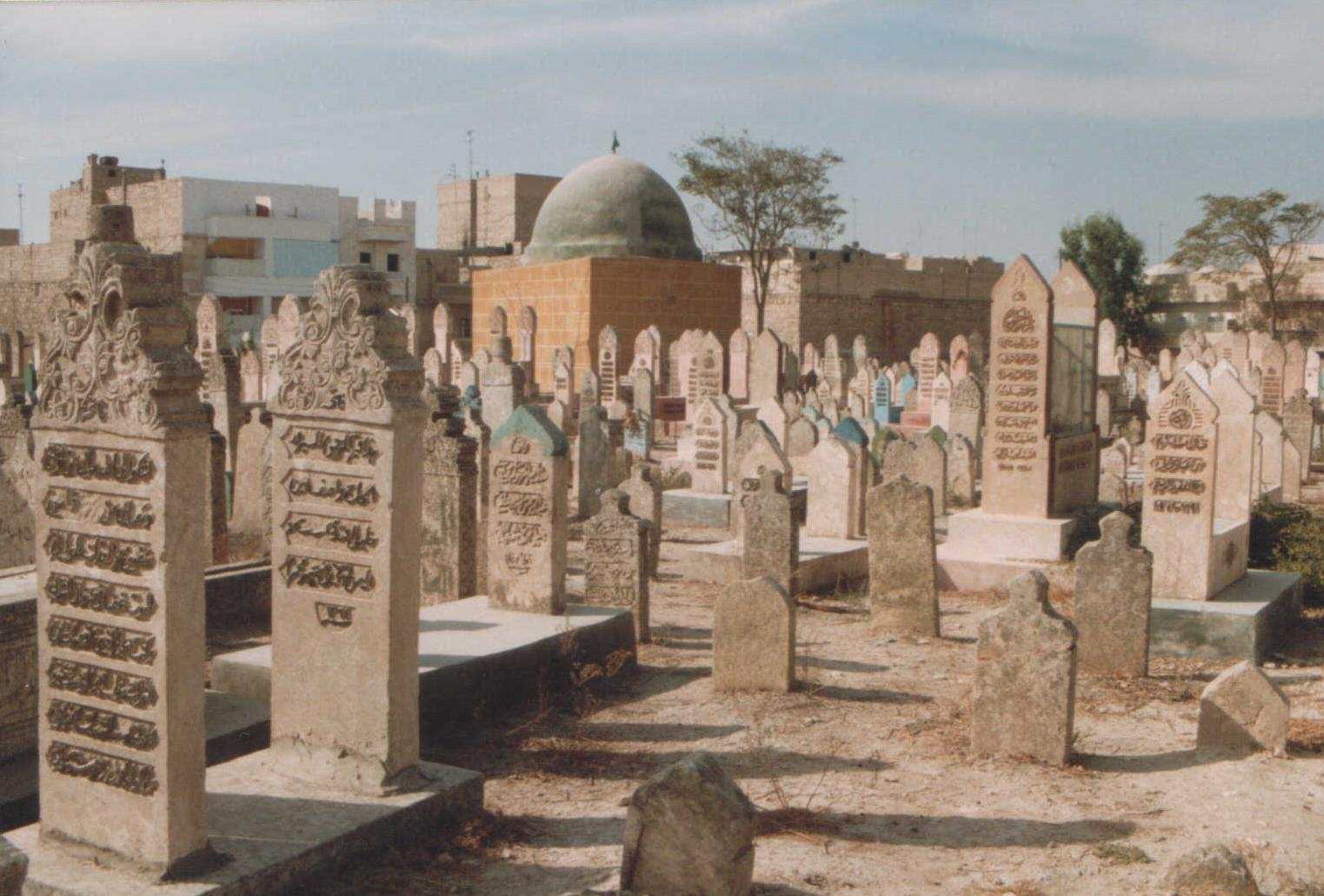
Islamischer Friedhof in Aleppo
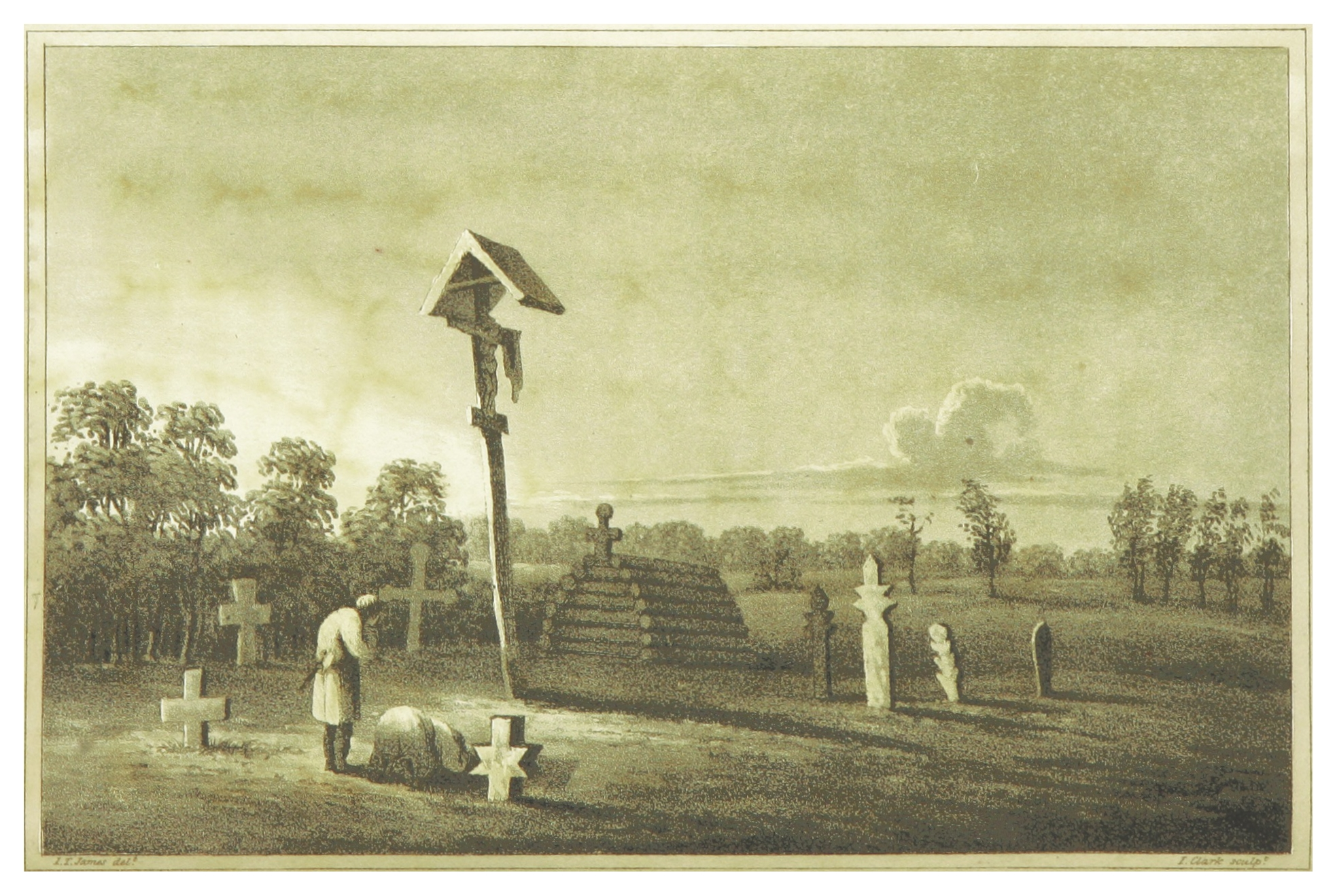
Multi-ethnischer Friedhof in der Ukraine
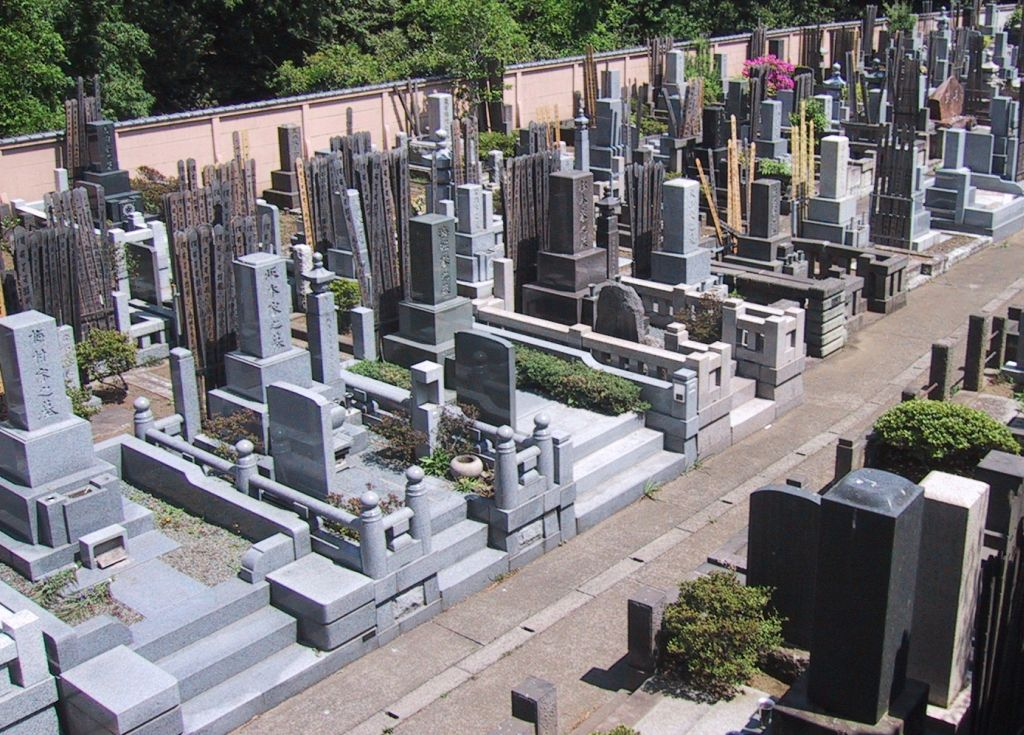
Friedhof in Tokio
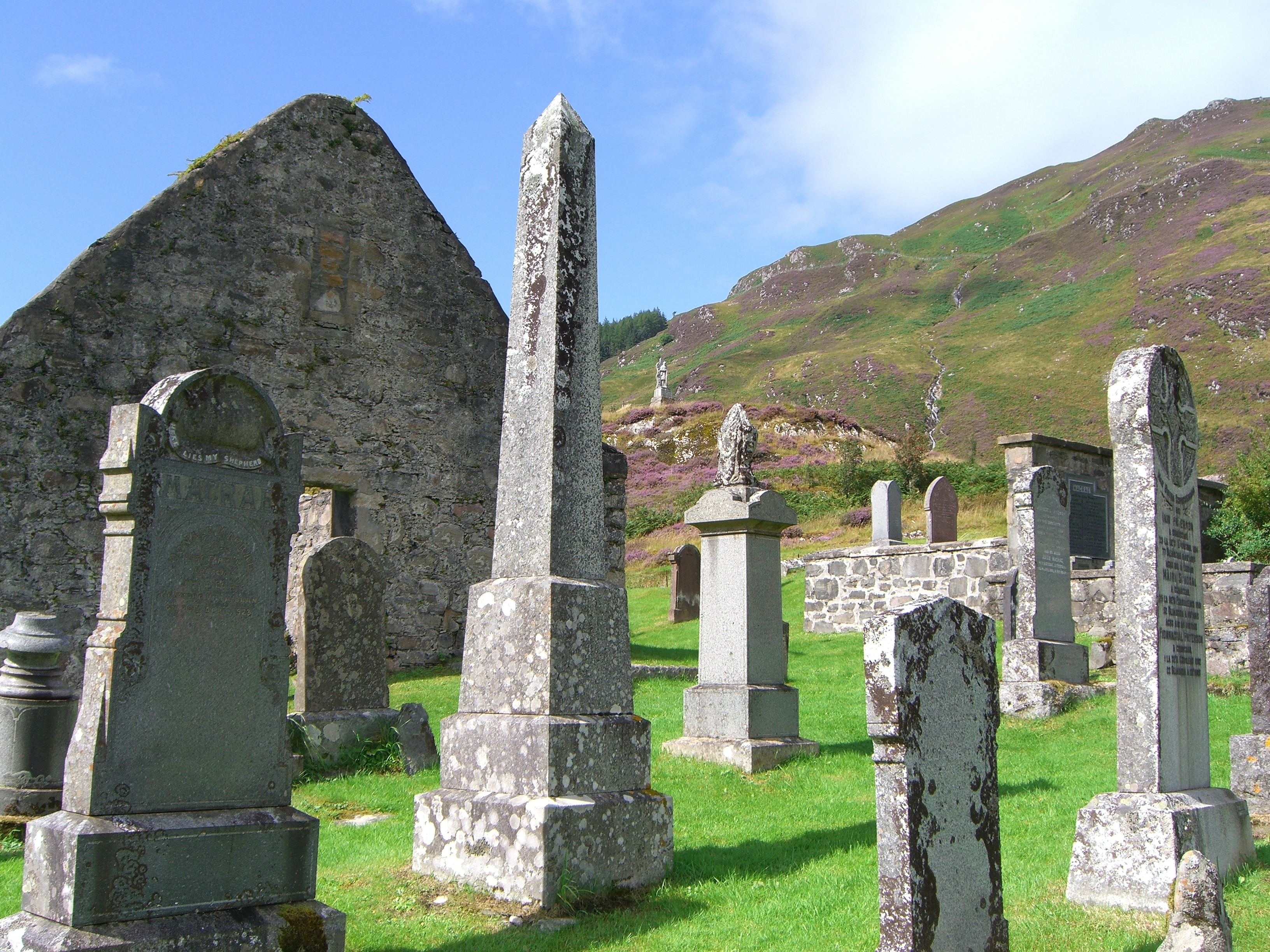
Alter Friedhof bei Aultachruine in Schottland
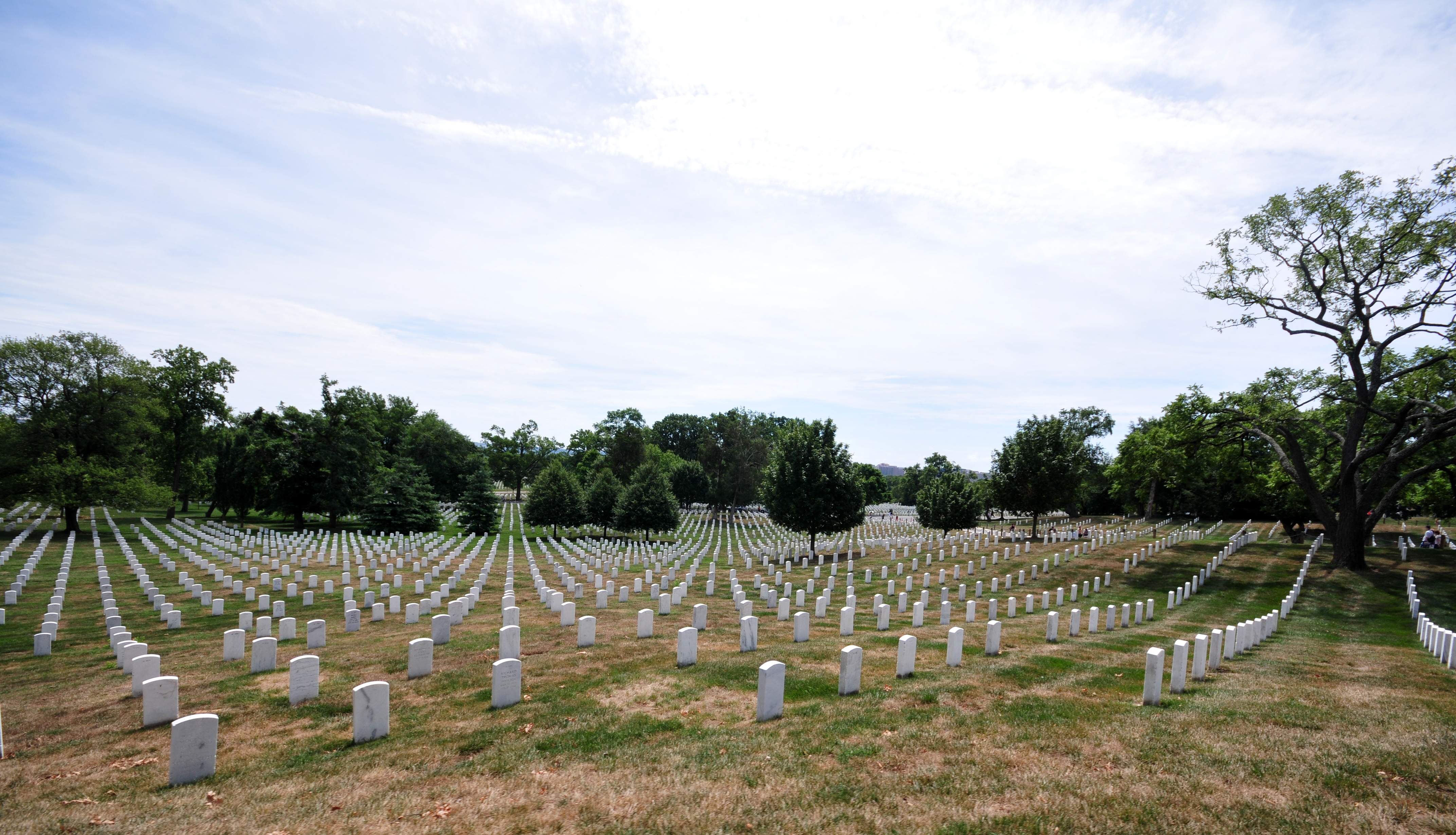
Nationalfriedhof Arlington, Virginia
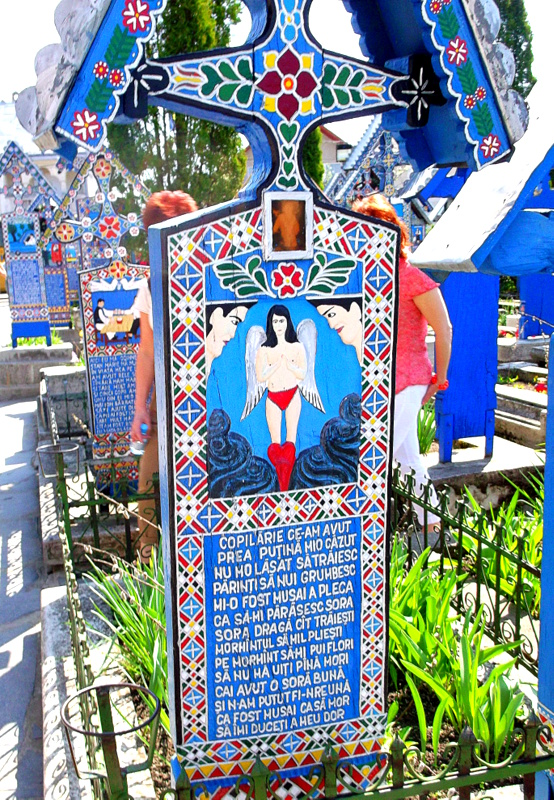
Fröhlicher Friedhof in Săpânța
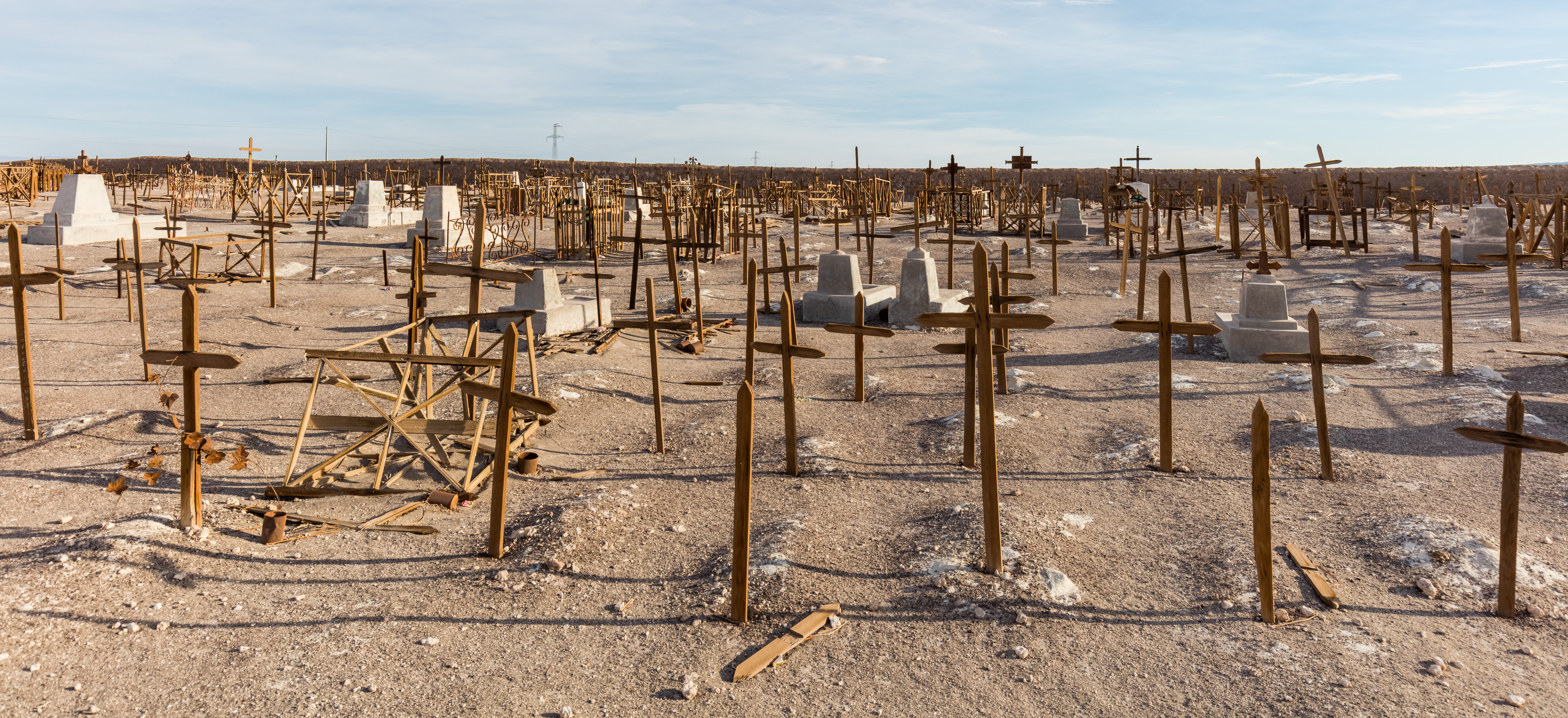
Ehemaliger Friedhof des Salzbergwerks Rica Aventura, Chile
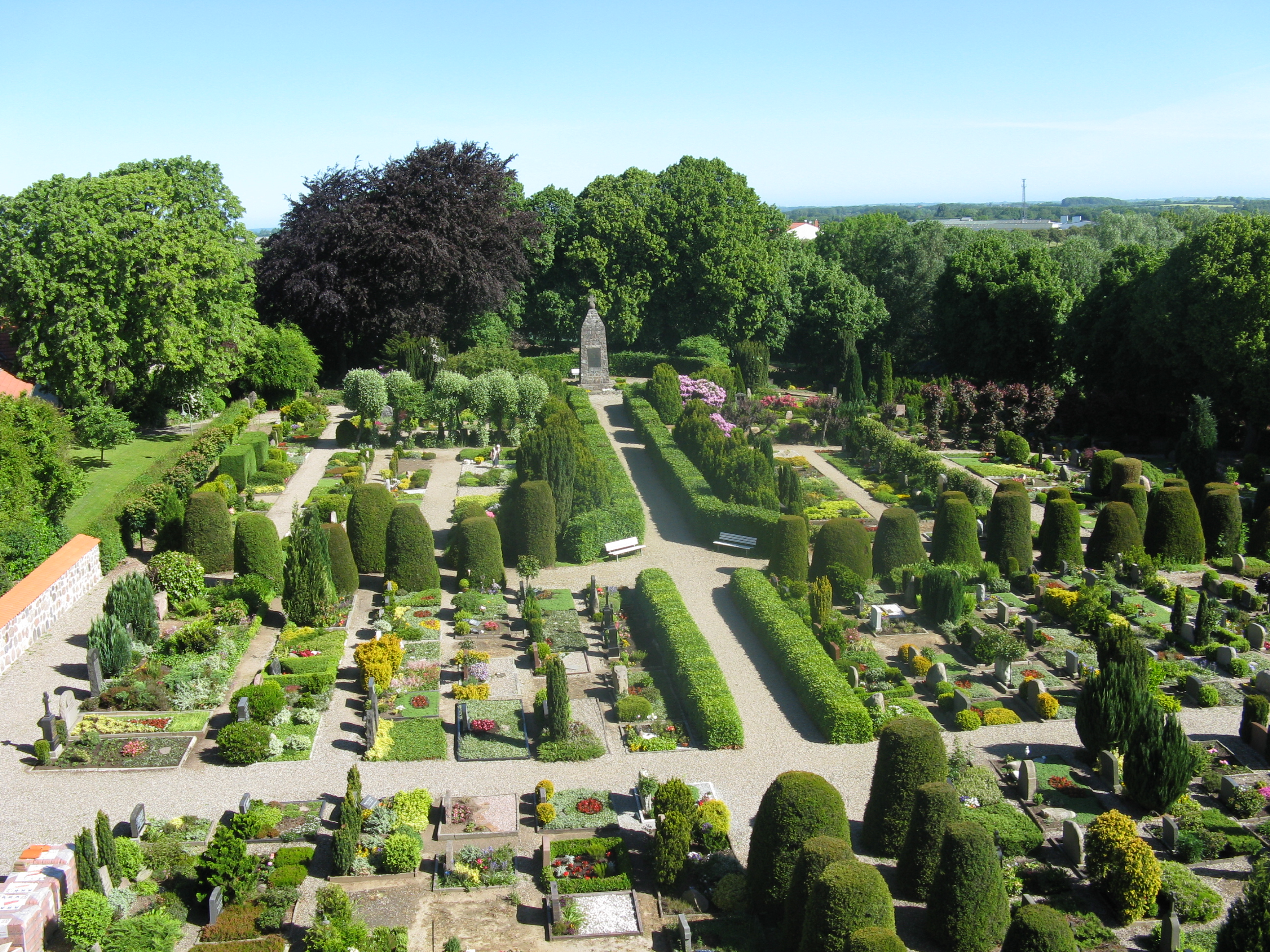
Dörflicher Friedhof in Schleswig-Holstein
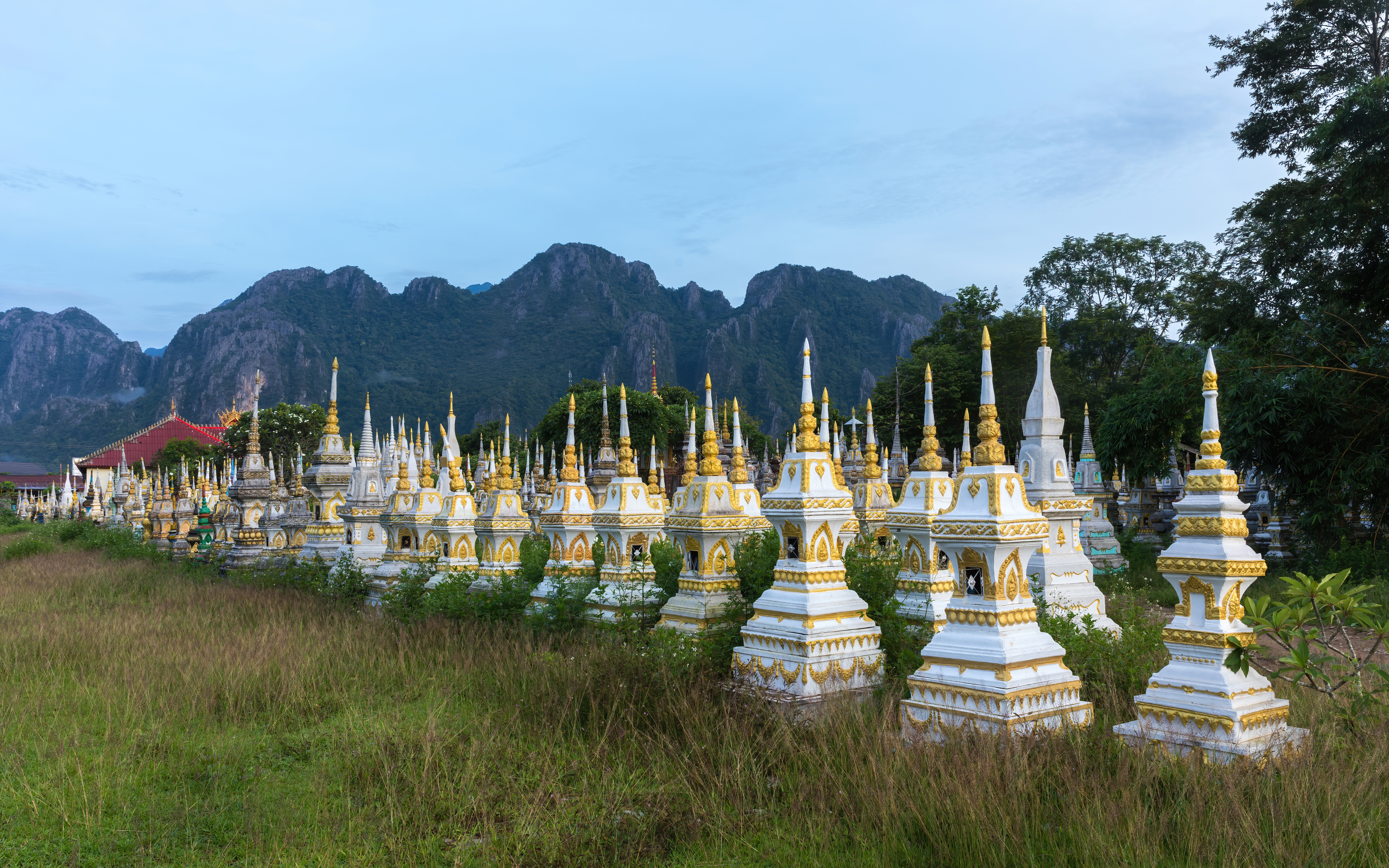
Buddhistischer Friedhof in Laos

## Formen und Ausgestaltung

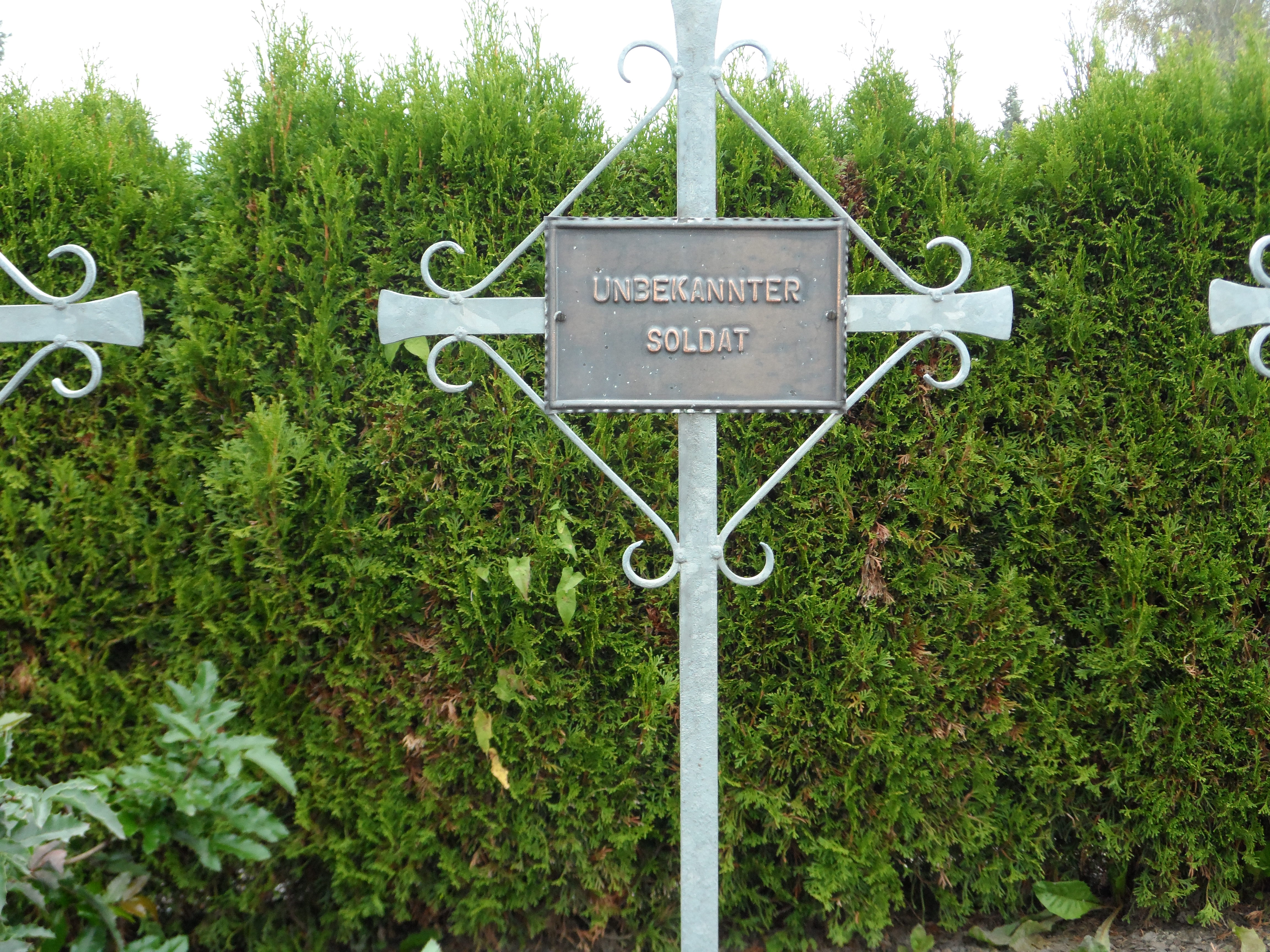
Grab eines unbekannten Soldaten des Zweiten Weltkrieges am Zentralfriedhof Villach, Österreich

Meist ist ein Friedhof die letzte Ruhestätte für die Verstorbenen einer Gemeinde oder eines Teils davon. Der Friedhof wird entweder von der Kommune selbst oder der örtlichen religiösen Gemeinschaft getragen, wobei die beiden Institutionen in manchen Kulturen zusammenfallen. Der Friedhof kann in sich wieder unterteilt sein: So finden sich in vielen Friedhöfen durch Lage und Ausgestaltung privilegierte Bereiche, die Würdenträgern oder begüterten Familien vorbehalten sind, so wie es Bereiche für Armengräber gibt. Mitglieder bestimmter sozialer oder beruflicher Gruppen können in eigenen Bezirken untergebracht sein: Häufig ist dies für Soldaten oder Geistliche der Fall.
Eine alternative Form ist die Bestattung außerhalb der pietätsbefangenen Fläche in besonders gewidmeten Begräbniswäldern. Hier wird die Asche der Verstorbenen im Wurzelbereich von Einzel-, Gruppen- oder Familienbäumen beigesetzt. Diese Art der Bestattung wird den veränderten Bestattungswünschen vieler Menschen nach einer pflegefreien, naturbelassenen Ruhestätte außerhalb der normalen „Trauerflächen“ gerecht.
Verhaltensvorschriften und Bestimmungen auf Friedhöfen allgemein und zu einzelnen Grabfeldern im Besonderen sind in der Friedhofssatzung festgelegt. Kommunale oder kirchliche Gemeinden bestimmen mit diesen Ordnungen die verbindlichen Normen für alle Nutzer. Diese Vorschriften werden im gesetzlichen Rahmen (Bundes- und Landesrecht) für die Friedhöfe festgelegt und vom Friedhofsträger – in Deutschland immer eine Körperschaft öffentlichen Rechts – als rechtsverbindliche Ortsgesetze (Satzungen) erlassen. Träger von Friedhöfen können nur juristische Personen des öffentlichen Rechts sein. Die Anlegung und Unterhaltung von Friedhöfen ist eine so wichtige, im öffentlichen Recht liegende Aufgabe, dass sie einem privaten Träger nicht überlassen werden kann. Der Betrieb, also die Bewirtschaftung und Unterhaltung des Friedhofs, kann dagegen im Auftrag des Trägers (meist durch Werkvertrag) privatwirtschaftlich erfolgen.

### Ehren- und Soldatenfriedhöfe
Soldaten haben zu jeder Zeit zunehmend im 20. Jahrhundert in Massen ihr Leben eingesetzt. So sind weltweit Gefallenenfriedhöfe als Soldatenfriedhof zu finden. Diese können beträchtliche Dimensionen erreichen. Auf dem Schlachtfeld von Verdun sind die Überreste von mindestens 130.000 Soldaten beigesetzt. Weil sie nicht identifiziert werden konnten, liegen die meisten nicht in Einzelgräbern, sondern in einem Beinhaus. Soldatenfriedhöfe wurden nicht selten ein Platz der nationalen Identifikation und der Heldenverehrung. Ein Beispiel ist der umgangssprachlich häufig als „Heldenfriedhof“ benannte Nationalfriedhof Arlington (USA), der 1864 während des Sezessionskrieges angelegt wurde.
Eine weitere Besonderheit sind Ehrenfriedhöfe, die Staatsführern, Monarchen, hochrangigen Politikern oder sonstigen nationalen Identifikationsträgern vorbehalten sind. So war es in der Sowjetunion ein Zeichen besonderer Ehre, die letzte Ruhestätte an der Außenmauer des Moskauer Kremls zu erhalten.
Eine weitere Form von besonderen Grabstätten sind jene von religiös verehrten Persönlichkeiten wie Märtyrern. Im Allgemeinen sind sie ebenso wie Heldengräber Ziel von Pilgerfahrten und Bußgänge in Form des Besuchs als Friedhofstourismus. Grabstätten von Künstlern können so ebenfalls zu besonders verehrten Grabstätten werden. Die Star- und Heldenverehrung kann zeitlich oder regional begrenzt sein. Eine besondere Art solcher Helden entwickelte der Nationalsozialismus mit dem Blutzeugenkult.

### Gedenkstätten für Opfer von Krieg und Gewaltherrschaft
Im 20. Jahrhundert hat sich eine besondere Form von Friedhöfen entwickelt, die mit einer vorher nicht da gewesenen, massenhaften, systematischen und häufig industriell organisierten Vernichtung von Leben in engem Zusammenhang steht. An vorderster Stelle sind die Gedenkstätten zu nennen, die in ehemaligen Konzentrationslagern errichtet worden sind. Im Unterschied zu Friedhöfen mit Bestattungswesen wurde eine große Zahl von Mordopfern in Massengräbern verscharrt oder verbrannt. Das Gedenken an das Opfer als Individuum ist in solchen Stätten kaum möglich. Diese Gedenkstätten dienen neben der Trauer vor allem zur Dokumentation und Mahnung, erfüllen also in hohem Maße gesellschaftliche Funktionen. Das deutsche Gräbergesetz regelt das Gedenken der Opfer von Krieg und Gewaltherrschaft in besonderer Weise.
Weitere Beispiele sind die Konzentrationslagern ähnlichen Einrichtungen, wie Lager in der ehemaligen Sowjetunion (Gulags) oder die Killing Fields der Roten Khmer in Kambodscha. Im Zuge von Kriegsverbrechen vernichtete Dörfer wie Lidice oder Oradour-sur-Glane sind als Ganzes zur Gedenkstätte erklärt worden. Oradour, das nach dem Krieg neu aufgebaut wurde, gedenkt der Opfer sowohl kollektiv mit der konservierten Dorfruine als auch individuell auf dem kommunalen Friedhof. Hinrichtungsstätten (wie die in Berlin-Plötzensee) und Gefängnisse werden ebenfalls zu Gedenkstätten, unabhängig davon, ob die Toten am Ort selbst verblieben sind. Auf dem Jüdischen Friedhof in Weißensee ist von Angehörigen oft für die in den Krematorien der Konzentrationslager Verschollenen eine Ruhestätte in Familiengräbern eingerichtet worden. Die Symbolkraft des letzten Ortes steht bis zum Jüngsten Gericht im Vordergrund der Erinnerung.

### Religiöse und ethnische Besonderheiten
Die Sepulkralkultur ist in denjenigen Religionen am ausgeprägtesten entwickelt, die der Totenruhe eine besondere Stellung einräumen, weil sie an eine Auferstehung und jenseitiges Fortleben glauben. Insbesondere die monotheistischen Religionen ähneln sich in diesem Bekenntnis, das seinen Ursprung schon im Alten Testament hat. Es bestehen trotzdem Unterschiede zwischen den Begräbnisvorschriften, die sich in der Gestaltung der Friedhöfe zeigen.

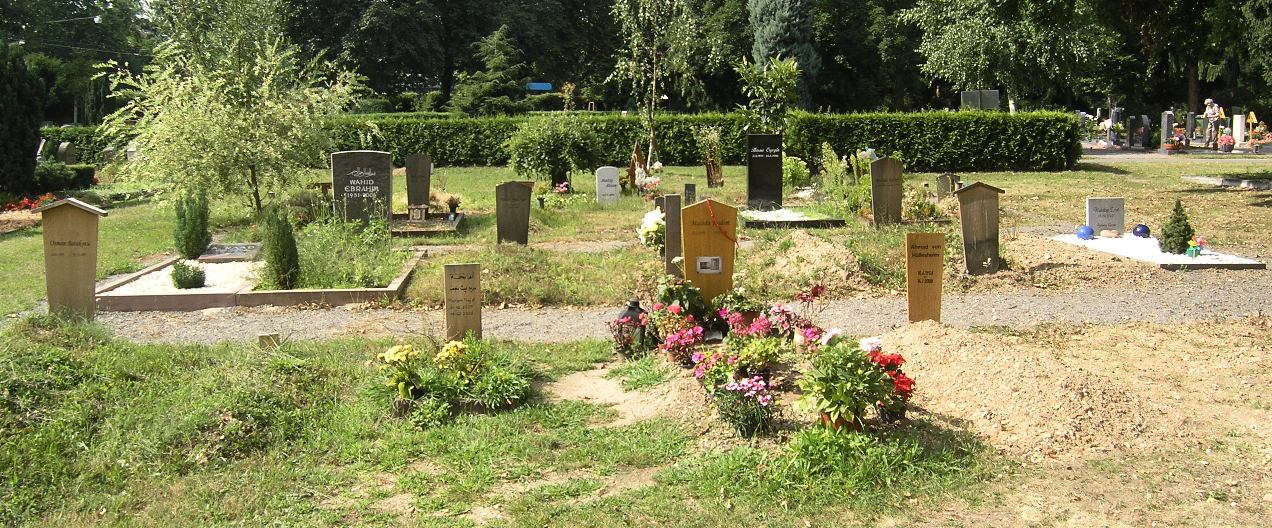
Muslimisches Feld auf dem Hauptfriedhof Karlsruhe

#### Islamischer Friedhof
Im Islam ist die Bestattung der Toten in Richtung Mekka vorgeschrieben, so dass alle Grabstellen auf islamischen Friedhöfen gleich ausgerichtet sind. Häufig sind sie aus Stein errichtet, teils gemauert oder mit Kacheln belegt. Häufig finden sich Stelen oder Steine am Kopf- wie Fußende. Särge sind nicht üblich, die Toten werden nur in weiße Tücher gehüllt und direkt in die Erde gelegt. Zudem ist der Begräbnisplatz festgeschrieben bis zum Jüngsten Tag, sodass weder neu belegt noch umgebettet wird.

#### Jüdischer Friedhof
Auf jüdischen Friedhöfen ist die eingerichtete Grabstätte ebenfalls der ewige Ruheplatz bis zum Weltgericht. Weder die Grabsteine werden entfernt, noch darf der Platz je neu belegt oder anderweitig gestört werden. Wenn Raumnot entsteht, muss der Friedhof erweitert werden, wo dies nicht möglich war, behalf man sich in der Vergangenheit damit, dass das ganze Gelände mit Erde aufgeschüttet wurde und somit die neuen Gräber oberhalb der alten zu liegen kamen. Die bereits vorhandenen Grabmale wurden auf der neuen Oberfläche, aber möglichst am alten Standort über dem zugehörigen Grab, aufgestellt. So entsteht eine hohe Dichte der Gräber und der Grabsteine, und die Wegeführung kann unübersichtlich werden. Bei sehr alten Friedhöfen, die mehrfach aufgeschüttet wurden, liegt die heutige Oberfläche mitunter mehrere Meter über dem Niveau der Umgebung.
Die Grabpflege besteht in der jüdischen Tradition im Wesentlichen darin, dass der Pflanzenbewuchs niedrig gehalten wird. Dabei dürfen die zurückgeschnittenen Pflanzen nicht genutzt werden – etwa als Viehfutter –, denn sie gelten als Eigentum des Toten. Statt Blumenschmuck werden kleine Steine als Zeichen des Gedenkens auf das Grabmal gelegt.

#### Christlicher Friedhof

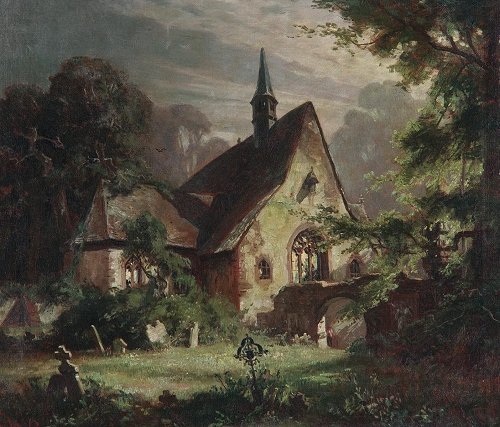
Kapelle im Mondschein, Gemälde von Fritz von Wille, 1912

In westlichen Ländern christlicher Prägung hat sich eine besondere Friedhofskultur ausgeprägt, die von sehr vielgestaltigen ästhetischen Rahmen bestimmt ist. Häufig haben sich in verschiedenen Kulturräumen spezifische Traditionen herausgebildet. Innerhalb christlich geprägter Regionen unterscheiden sich Friedhöfe in ihrer Einrichtung zum Teil beträchtlich.
- Im mittel- und osteuropäischen Raum erscheinen die Friedhöfe nicht selten wie Parks mit einem hohen Grünanteil. Die Grabparzellen sind, wenn sie nicht mit einer Grabplatte belegt sind, häufig als Beet kultiviert und weisen einen vielgestaltigen gärtnerischen Charakter auf. Das Friedhofsgelände ist meist mit einem Zaun oder einer Mauer eingefasst, von alters her üblich ist ein an sichtbarer Stelle aufgerichtetes, hohes Kreuz, das den Friedhof als christliche Stätte kennzeichnet.
- Im nordeuropäischen und angloamerikanischen Raum werden Rasenflächen bevorzugt, auf denen nur ebenerdige Platten oder aufrechte Steine stehen. Der einzelne Grabplatz ist selten umfriedet. Baumbestand ist häufig, dient meist nur zur optischen Abtrennung des Geländes oder seiner einzelnen Bereiche.
- In Frankreich, Südeuropa und Lateinamerika sind Friedhöfe vorwiegend vegetationslos gehalten oder weisen nur vereinzelt Baumbestände auf, im Mittelmeerraum vor allem Zypressenalleen. Die Grabplätze sind aus Stein gemauert oder mit einer Platte abgedeckt, teils umfriedet und mit Schotter oder Kies verfüllt. Künstliche Pflanzen, Keramikobjekte und Tafeln ersetzen häufig die Vegetation.
- Insbesondere im spanisch-portugiesischen Raum finden sich Wände mit mehreren Etagen, in denen die Toten in Fächer gebettet und eingemauert werden. Als Kolumbarien gewinnt diese Bestattungsart in Mitteleuropa zunehmend für Urnenbestattungen an Bedeutung. Die gleiche Tradition findet sich in Süditalien.

Im Mittelmeerraum wird das „Totenhaus“ oft bevorzugt vor dem Wohnhaus gebaut.

#### Östliche Religionen
Insbesondere der Shintoismus misst dem Andenken Verstorbener eine den westlichen Religionen vergleichbare Bedeutung bei. Dies lässt sich in der Anlage der Friedhöfe erkennen. Die Leiche gilt als unrein. Shintoistische Friedhöfe enthalten oft nur Scheingräber.
Im Hinduismus gibt es keine Friedhöfe. Das Glaubensprinzip der kontinuierlichen Wiedergeburt widerspricht der Anlage von Bestattungsplätzen. Die Asche der Toten wird in einen Flusslauf gestreut. Das Wasser ist im Fließen ein starkes Symbol für den Ablauf und Wechsel im Leben und für die Wiederkehr.
Als besonders erstrebenswert gilt in der hinduistischen Mythologie, in Varanasi, der Stadt Shivas am Ganges zu sterben und verbrannt zu werden und so einen Ausbruch aus dem ständigen Kreislauf der Wiedergeburt (Reinkarnation) und dem daraus folgenden ewigen Leiden vom Werden und Vergehen (Samsara) zu erreichen.

## Berühmte Friedhöfe

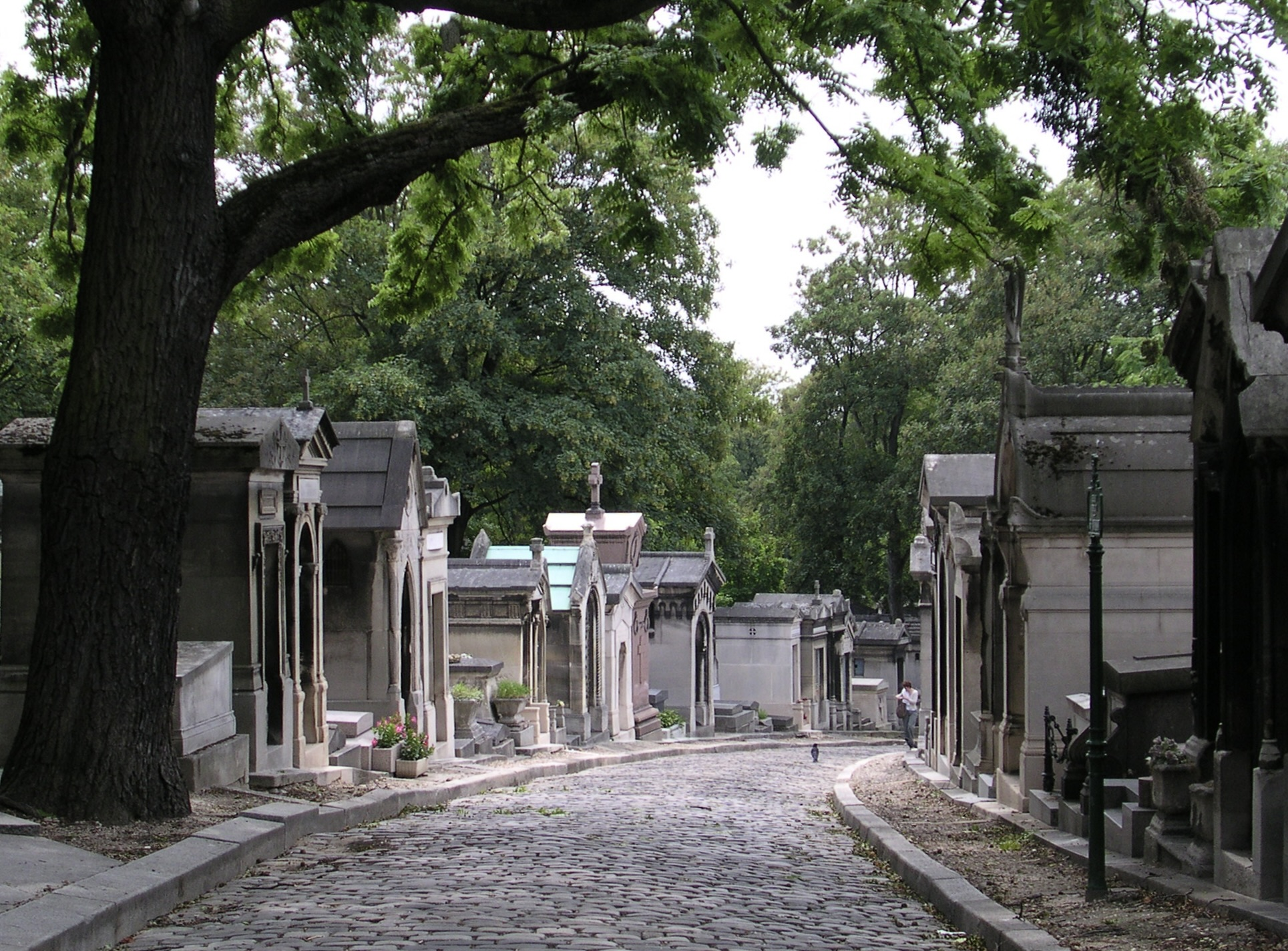
Der Cimetière du Père-Lachaise in Paris ist einer der berühmtesten Friedhöfe der Welt.

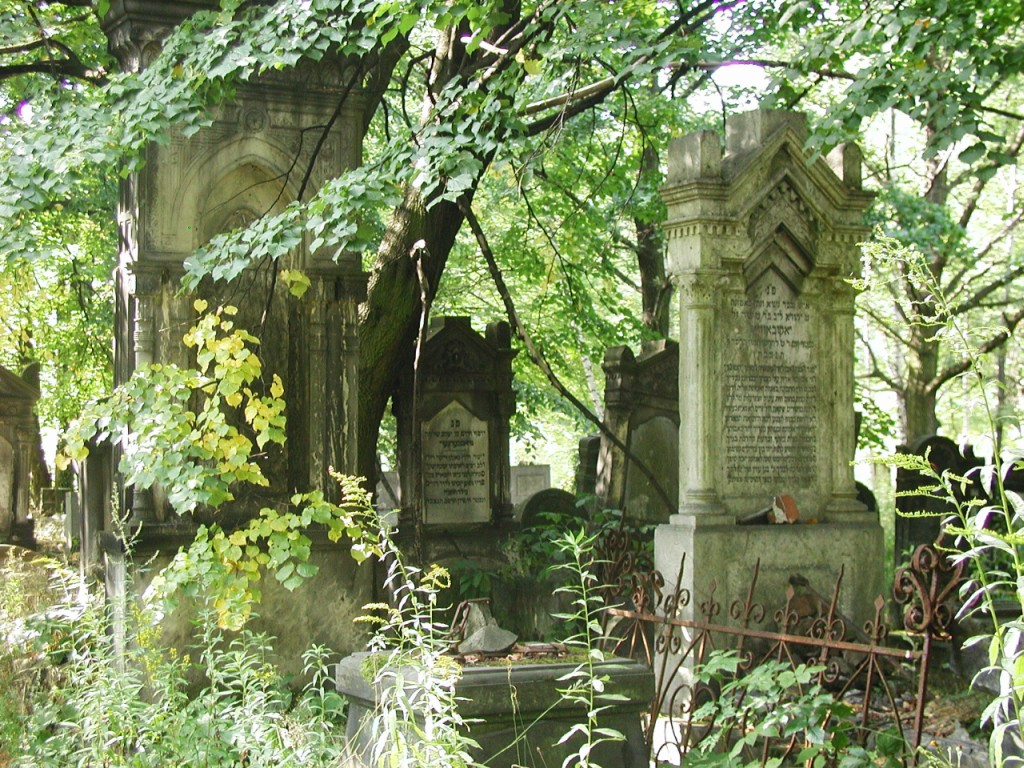
Jüdischer Friedhof in Łódź

Nicht wenige Friedhöfe sind aufgrund ihrer Gestaltung, Geschichte, Bedeutung oder der Prominenz ihrer Bestatteten zu weltweit bekannten Attraktionen geworden. So ziehen der Père-Lachaise in Paris, der Wiener Zentralfriedhof oder der flächenmäßig größte Friedhof Europas in Hamburg-Ohlsdorf ganzjährig viele Besucher an. Die Friedhofsverwaltung von Paris hat auf dem Père Lachaise bereits Wachpersonal aufstellen lassen, da rund um das Grab des ehemaligen „Doors“-Sängers Jim Morrison Vandalismus und Ruhestörung überhandgenommen hatten. Häufig werden auf großen Friedhöfen touristische Führungen zu beachtlichen Grabmälern angeboten. Jede Ausgestaltung von Grabstätten kann Thema von kunsthistorischen Betrachtungen sein. Zu einzelnen Ruhestätten, insbesondere von Idolen aus Politik, Gesellschaft oder Popkultur, finden regelrechte Pilgerfahrten statt.
Der Jüdische Friedhof Łódź ist der größte jüdische Friedhof Europas mit 160.000 bis 180.000 erhaltenen Grabmalen (1882 eröffnet). Auf einem Teil des Friedhofs sind etwa 43.000 Opfer des NS-Konzentrationslagers Ghetto Litzmannstadt bestattet (zunächst als Massengräber). Der Friedhof Brookwood für Einwohner von London entstand wegen Platzmangels in Brookwood (Surrey), 48 km südlich der Hauptstadt, bekannt unter dem Namen „London Necropolis“ (Totenstadt, vgl. Nekropole). Brookwood war über viele Jahre der weltweit größte Friedhof. Insgesamt wurden dort über 240.000 Menschen beerdigt, davon 6000 in den zwei dortigen Soldatenfriedhöfen. 1854 wurde eigens für diesen Friedhof und die Beerdigungsfahrten der Trauergemeinden eine Bahnlinie und der Bahnhof London Necropolis direkt neben dem Bahnhof Waterloo gebaut.
In der Nähe von Boston entstand 1831 der Friedhof Mont Auburn. Beim Bau wurden geschwungene Wege angelegt. Die Angehörigen konnten ihre Begräbnisstätten nach eigenen Vorstellungen mit Pflanzenschmuck und Grabdenkmalen ausgestalten. Das erregte öffentliches Interesse und die damalige Presse berichtete darüber, wodurch in anderen amerikanischen Städten ähnliche Anlagen erstellt wurden. Daraus entwickelte sich eine Bewegung, die „rural cemetery movement“. Davon leitet sich der im Englischen übliche Begriff cemetery (Schlafraum) für Friedhof ab.

## Organisation und Verwaltung
Verwaltung und Betrieb von Friedhöfen sind gesetzlich geregelt und daher in der überwiegenden Zahl der Fälle öffentlich-rechtlich organisiert. Hierbei unterscheiden sich die Rahmenbedingungen nach Land oder Region, Trägerinstitutionen und örtlichen Gegebenheiten. Die Regulierung durch die Öffentliche Hand geht bereits auf das Ende des Dreißigjährigen Krieges zurück, als die Kirchen erstmals durch Staaten verpflichtet wurden, die Tore ihrer Friedhöfe für Verstorbene anderer Konfessionen zu öffnen.

### Rechtlicher Rahmen
Im Friedhofsrecht werden Rechte, Pflichten und Verbote über Friedhofssatzungen geregelt. Diese werden im Allgemeinen vom Friedhofsträger verfasst und von der Friedhofsverwaltung publiziert und überwacht. Friedhofssatzungen müssen sich am geltenden Friedhofs- und Bestattungsrecht ausrichten, das in Deutschland Landesrecht ist. Die rechtlichen Rahmenbedingungen werden örtlich ausgestaltet und konkretisiert. Insbesondere regelt eine Friedhofssatzung die Öffnungszeiten, Verhaltensregeln, gewerbliche Tätigkeiten, Nutzungsrechte und Ruhefristen von Grabplätzen, Umbettung, Beisetzung und Trauerfeiern. Eine Sargpflicht gibt es nur noch in Rheinland-Pfalz und Sachsen.
Sachsen-Anhalt hat dazu einen Gesetzesentwurf angekündigt.
In der Friedhofsgebührenordnung sind die Gebühren für von der Friedhofsverwaltung bereitgestellte Leistungen festgelegt.

### Trägerschaft
Als „Angelegenheit der örtlichen Gemeinschaft“ fällt das Bestattungswesen in die Zuständigkeit der Gemeinden (Art. 28 Abs. 2 GG).
Nach den Bestattungsgesetzen der Bundesländer können Träger von Friedhöfen nur juristische Personen des öffentlichen Rechts sein. Das sind in Deutschland die Gebietskörperschaften und die öffentlich-rechtlichen Religionsgesellschaften, z. B. die Pfarreien und Kirchengemeinden großen christlichen Kirchen und die israelitischen Kultusgemeinden. Da der Islam traditionell nicht so organisiert und verfasst ist wie die christlichen Kirchen oder die jüdische Gemeinschaft, ist die Ahmadiyya Muslim Jamaat bislang die einzige muslimische öffentlich-rechtliche Religionsgesellschaft in Deutschland.
Der Friedhof wird in den meisten Fällen von der Kommune oder den Pfarreien und Kirchengemeinden getragen. Darüber hinaus existieren – insbesondere für kulturell bedeutsame Friedhöfe mit überwiegendem Denkmalscharakter – Träger in Form von Stiftungen und Vereinen. 
Einer der wenigen deutschen Friedhöfe in Trägerschaft eines Landkreises war zwischen 1951 und 2004 in Rüdenhausen im heutigen bayerischen Landkreis Kitzingen zu finden. Das Gräberfeld wurde 1950 durch den Landkreis Gerolzhofen von den Grafen von Castell-Rüdenhausen erworben und bis 1971 belegt. Im Jahr 1972 gelangte die Anlage im Zuge der Gemeindegebietsreform in Bayern an den Landkreis Kitzingen. 2004 erfolgte der Rückverkauf der Fläche an die Grafen.
Kommunale Friedhöfe werden meist als städtische Regiebetriebe geführt, sie haben im Unterschied zu betriebswirtschaftlich organisierten Betrieben keine eigene Rechtspersönlichkeit und keinen eigenen Haushalt, jedoch hoheitliche Befugnisse. Zuständig für den Betrieb ist die Friedhofsverwaltung. Sie kann in unterschiedlichen Bereichen der Kommunalverwaltung angesiedelt sein, etwa beim Ordnungsamt, dem Bauamt oder dem Grünflächenamt. In einigen Fällen ist sie Bestandteil von kommunalen Eigenbetrieben, etwa wenn die Friedhofsverwaltung in die Obhut der Stadtwerke ausgegliedert wurde.
Friedhöfe unter kirchlicher Trägerschaft sind vorwiegend mit einem eigenen Haushalt ausgestattet und dazu angehalten, sich selbst zu tragen. Wie kommunale Friedhöfe verfügen sie über Einnahmen in Form von Friedhofsgebühren. In Deutschland können auf kirchlichen Friedhöfen meist auch Menschen bestattet werden, die keiner oder einer anderen Religions- oder Weltanschauungsgemeinschaft als der des Trägers angehört haben (wenn auch normalerweise nicht in Form einer kirchlichen Bestattung). Das kann insbesondere dann von Bedeutung sein, wenn in einer Gemeinde kein kommunaler Friedhof zur Verfügung steht. Die gesetzlichen Bestimmungen variieren in dieser Hinsicht von Bundesland zu Bundesland (Stand Juli 2022): In Bremen und Hamburg ist gesetzlich gewährleistet, dass es kommunale Friedhöfe gibt. In Baden-Württemberg, Brandenburg, Nordrhein-Westfalen und Rheinland-Pfalz müssen die Gemeinden gewährleisten, dass alle Einwohner in ihrer Gemeinde auch bestattet werden können, aber sie können das auch dadurch, dass sie sich von einem kirchlichen Träger vertraglich zusichern lassen, dass auch Nichtmitglieder auf dem betreffenden Friedhof ein Grab bekommen können. In Bayern, Hessen, Mecklenburg-Vorpommern, Thüringen, Sachsen und Schleswig-Holstein schreibt das Gesetz vor, dass Einwohner einer Gemeinde ohne kommunalen Friedhof auf einem kirchlichen Friedhof in dieser Gemeinde Aufnahme finden müssen. In Niedersachsen, im Saarland und in Sachsen-Anhalt besteht für diesen Fall keine ausdrückliche gesetzliche Regelung.
Neben den kirchlichen Friedhöfen der evangelischen und katholischen Gemeinden unterliegen die jüdischen Friedhöfe besonderen Anforderungen. Insbesondere gibt es dort in Übereinstimmung mit der Halacha keine begrenzte Ruhefrist.
Auch im Islam genießen die Toten ein ewiges Ruherecht. Da die muslimischen Gemeinden jedoch in der Regel nicht öffentlich-rechtlich organisiert sind und keine eigenen Friedhöfe betreiben können, lassen sich viele Muslime nach ihrem Tod in ihre Heimatländer überführen. Einzelne Kommunen gewähren ihren muslimischen Einwohnern ein ewiges Ruherecht auf kommunalen Friedhöfen.
Als Träger von Soldatenfriedhöfen ist in Deutschland der Volksbund Deutsche Kriegsgräberfürsorge, in Österreich das Schwarze Kreuz etabliert. Diese Vereine bestreiten ihre wirtschaftlichen Aktivitäten durch Mitgliedsbeiträge, Spenden und öffentliche Zuschüsse.

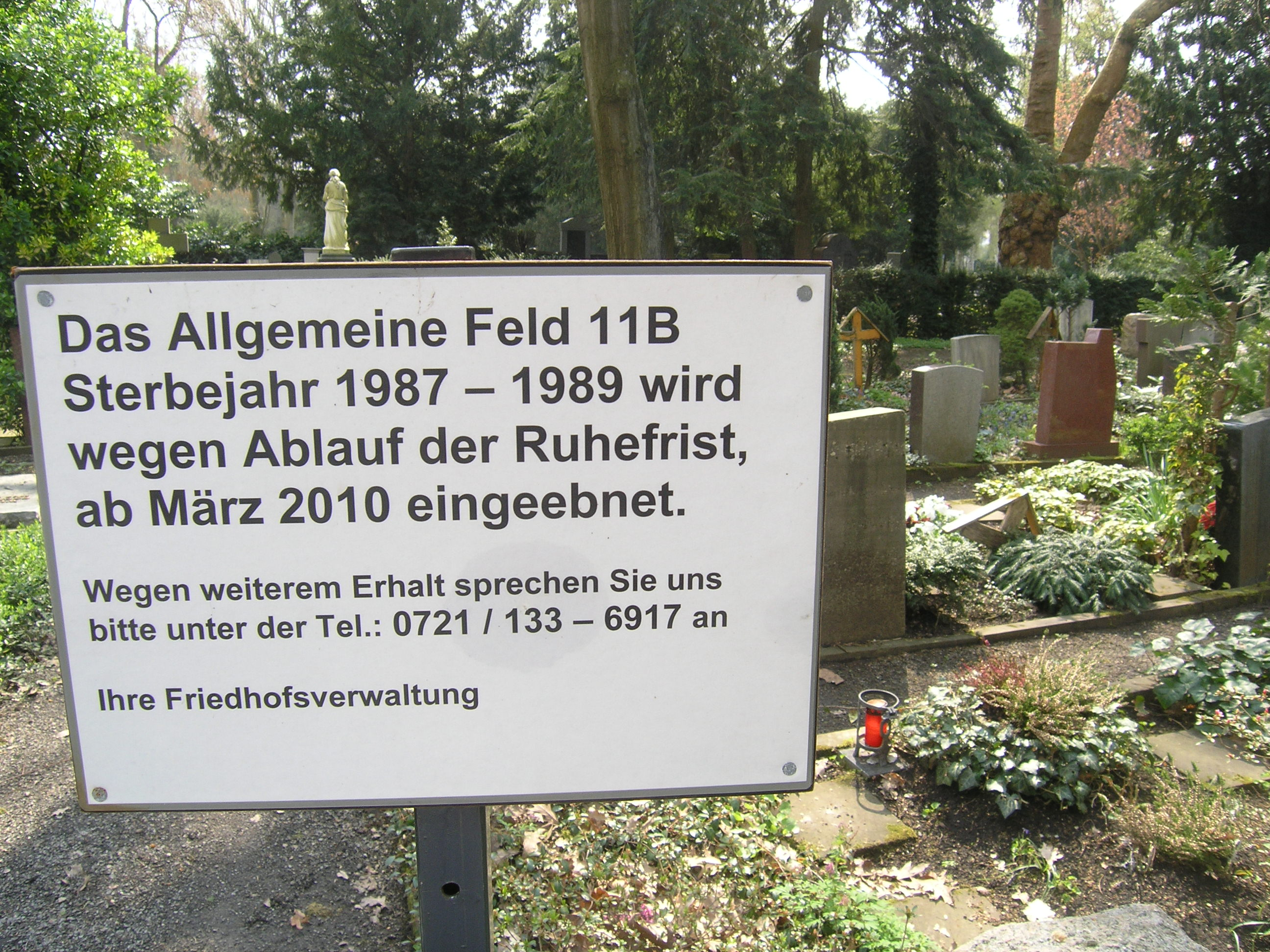
Die Räumung eines Feldes wird angekündigt.

### Bewirtschaftung

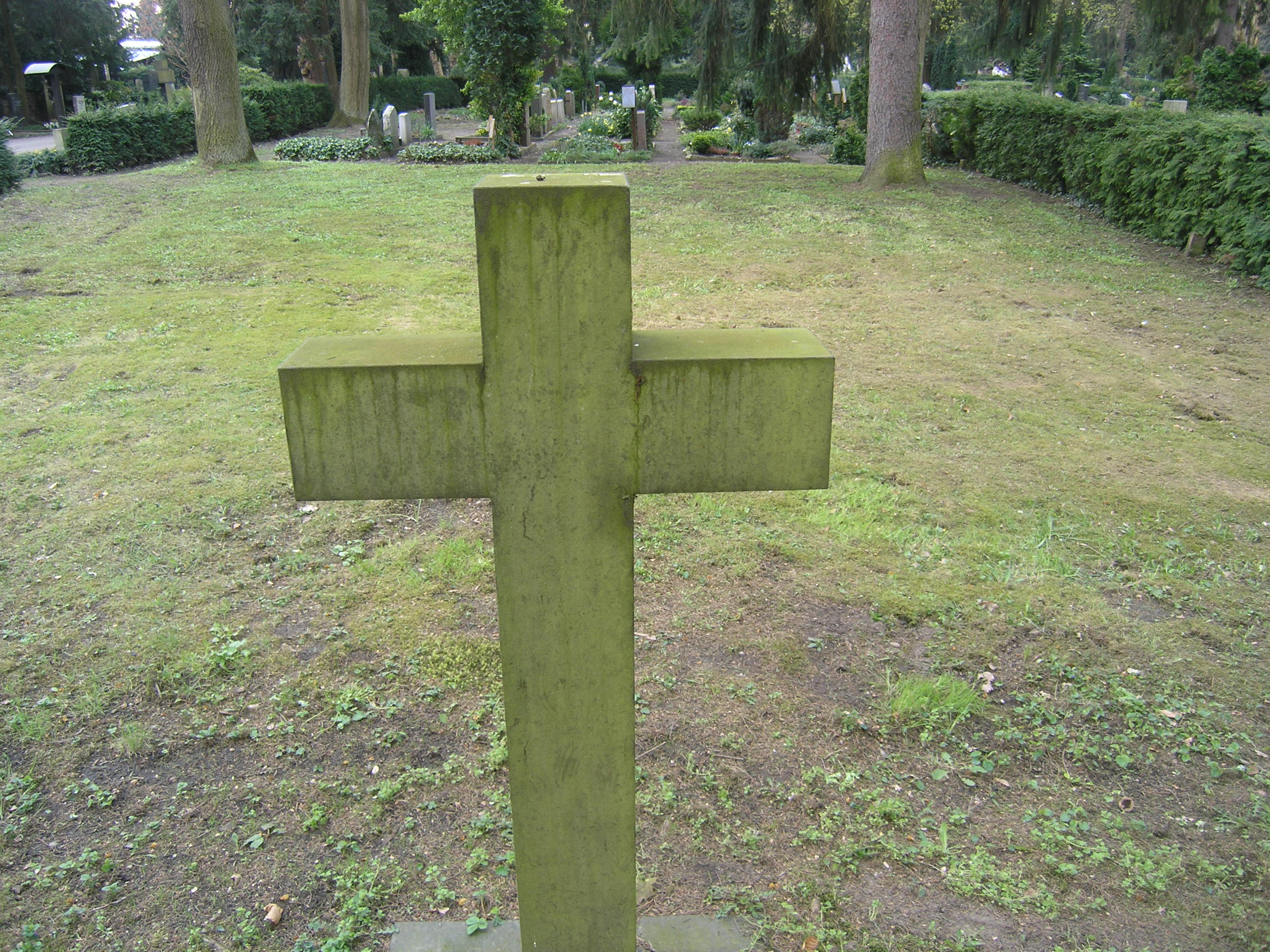
Leergebliebene Gräberabteilung

Friedhofsträger sind in der Situation, Friedhöfe wirtschaftlich führen zu müssen. Hierbei können verschiedene Schwierigkeiten auftreten.
Ein Problem erwächst aus der Verlagerung von Erd- zu Urnenbestattungen: Es wird immer weniger Friedhofsfläche benötigt; vielerorts entstehen zusammenhängende „Friedhofsüberhangflächen“, also Flächen, auf denen die Grabstellen abgelaufen sind und aus denen für den Friedhofsträger keine Einnahmen in Form von Nutzungsgebühren mehr anfallen. Diese Flächen müssen jedoch weiterhin vom Träger gepflegt werden, um ein verwahrlostes Aussehen zu vermeiden. In großen Städten besteht demgegenüber oft ein Mangel an geeigneten Flächen.

### Bodenverhältnisse und Umweltrisiken
Die Umweltschutzgesetze gelten auch für Friedhöfe. Die Betreiber haben auf die entsprechenden Auflagen zu achten, insbesondere was den Eintrag von Schadstoffen in das Grundwasser betrifft. Durch die moderne Lebenskultur kann eine Belastung durch Schwermetalle entstehen. Amalgam aus Zahnfüllungen oder Herzschrittmacher können eine Ursache sein. Risiken durch Antibiotika können kaum entstehen, da die Leichen bei einer Erdbestattung sehr stark belastet sein müssten, um das Grundwasser zu beeinflussen.
Verwesung wird wesentlich durch die Bodenverhältnisse bestimmt. Sie verläuft am schnellsten in trockenen, gut durchlüfteten Böden. Sie wird durch niedrige Temperaturen und Feuchtigkeit gebremst. Wachsleichen entstehen in undurchlässigen Böden und bei hohem Grundwasserspiegel, wodurch die Verwesung der Leichen stark behindert wird oder völlig zum Erliegen kommt. In vielen Gebieten Deutschlands bestehen für die Bestattung nach heutiger Praxis deutliche Problemböden, da der Verwesungsprozess mehr Zeit in Anspruch nimmt als die übliche Dauer der Ruhefrist.

## Sonstiges
- Auf Inseln, an Flüssen oder Bergpässen existieren Friedhöfe der Heimat- oder Namenlosen, auf denen unbekannte Opfer von Unglücken beigesetzt wurden. Ein solcher Friedhof ist auf Neuwerk bereits 1319 geweiht worden.
- Ein Tierfriedhof ist eine Anlage für die Erdbestattung von Tieren.
- Im übertragenen Sinne werden spezielle Schrottplätze als Autofriedhof,  Flugzeugfriedhof, Glockenfriedhof oder Schiffsfriedhof bezeichnet oder unübersichtliche Ansammlungen von Zahlen im Rechnungswesen als Zahlenfriedhof.
- Scheinfriedhof benennt eine bewusst friedhofsähnlich gestaltete Gartenanlage.
- Kirchpark nennt man einen umgewidmeten und zu einem Park gestalteten ehemaligen Kirchhof.